# Peinture française du XIXe siècle

La peinture française du XIXe siècle est l'ensemble de la production picturale par les artistes français entre 1801 et 1900. Elle est représentée par des changements esthétiques et l'apparition de plusieurs courants dont se distinguent principalement la peinture romantique vers les premières décennies du siècle, et l'impressionnisme après la seconde moitié. En France, la peinture connait des mutations rapides tant sur le plan artistique qu'institutionnel avec la confrontation entre un art officiel défendu par le pouvoir et les institutions, et l'émergence d'un art moderne, poussés par des groupes d'artistes dit d'avant-garde, qui se développe par l'intermédiaire des premiers marchands d'art et des mécènes privés.
Au XIXe siècle, la France est considérée comme la capitale artistique de l'Europe, où se concentrent les nouveautés et les meilleures académies, attirant de nombreux artistes étrangers tandis que la peinture française influence largement les écoles des autres pays.

## Histoire

### 1800-1815: apogée et déclin du néo-classicisme
La peinture française est dominée durant les quinze premières années du siècle, par la peinture néo-classique principalement représentée par son chef d'école Jacques-Louis David peintre officiel du premier Empire. Le régime napoléonien qui fait de l'art l'instrument de sa propagande politique, impose aux artistes, par l'intermédiaire de son administrateur des arts Vivant Denon, de célébrer Napoléon Ier à travers des peintures qui glorifient les batailles et ses faits et gestes. 
Ces œuvres sont présentées au Salon de peinture et de sculpture évènement annuel qui expose les tableaux des artistes en vue du régime, comme Antoine-Jean Gros peintre attitré des batailles, ou du portraitiste de cour François Gérard.  La fin du régime voit le déclin de l'esthétique davidienne et de ses principaux représentants, peu à peu les peintres abandonnent les sujets antiques et se tournent vers des thèmes d'inspiration médiévale, qui caractérisent un nouveau style pictural : la peinture troubadour. À la Restauration, plusieurs artistes se rallient au régime des bourbons et servent le roi Louis XVIII, dont Gros, Gérard, Girodet, anciens élèves de David, tandis que celui-ci est exilé à Bruxelles pour avoir voté la mort de Louis XVI et servi Napoléon.
Peu d'artistes se font une place en dehors de ce néo-classicisme. Se démarque Pierre-Paul Prud'hon dont l'évolution artistique est indépendante de l'école de David, et qui annonce par ses thèmes et l'atmosphère de ses toiles, le Romantisme. Le Romantisme qui connaît sa première manifestation publique par l'exposition au Salon de 1812 de l'Officier de chasseurs à cheval de la garde impériale chargeant de Théodore Géricault.

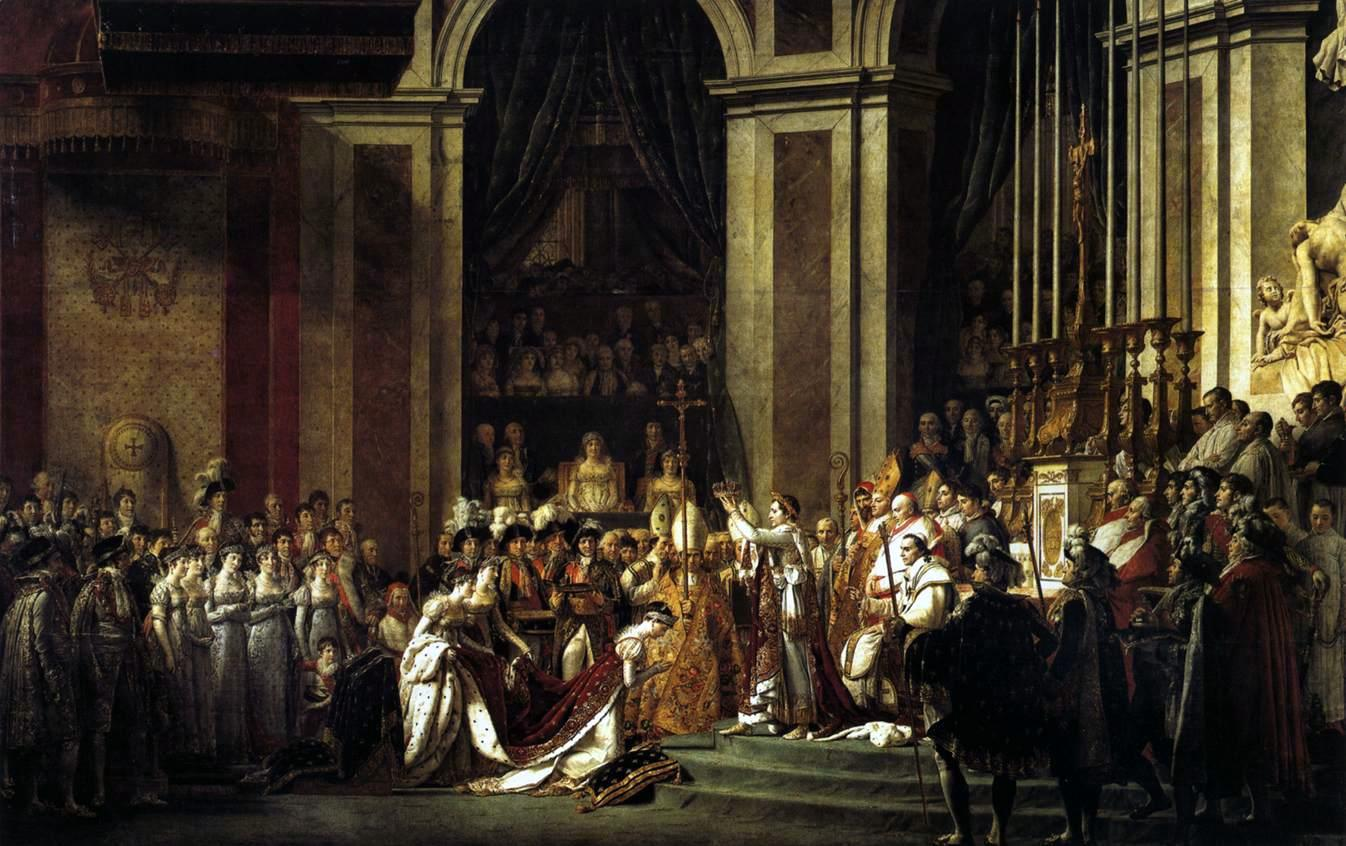
Jacques-Louis David, Le Sacre de Napoléon (1808)
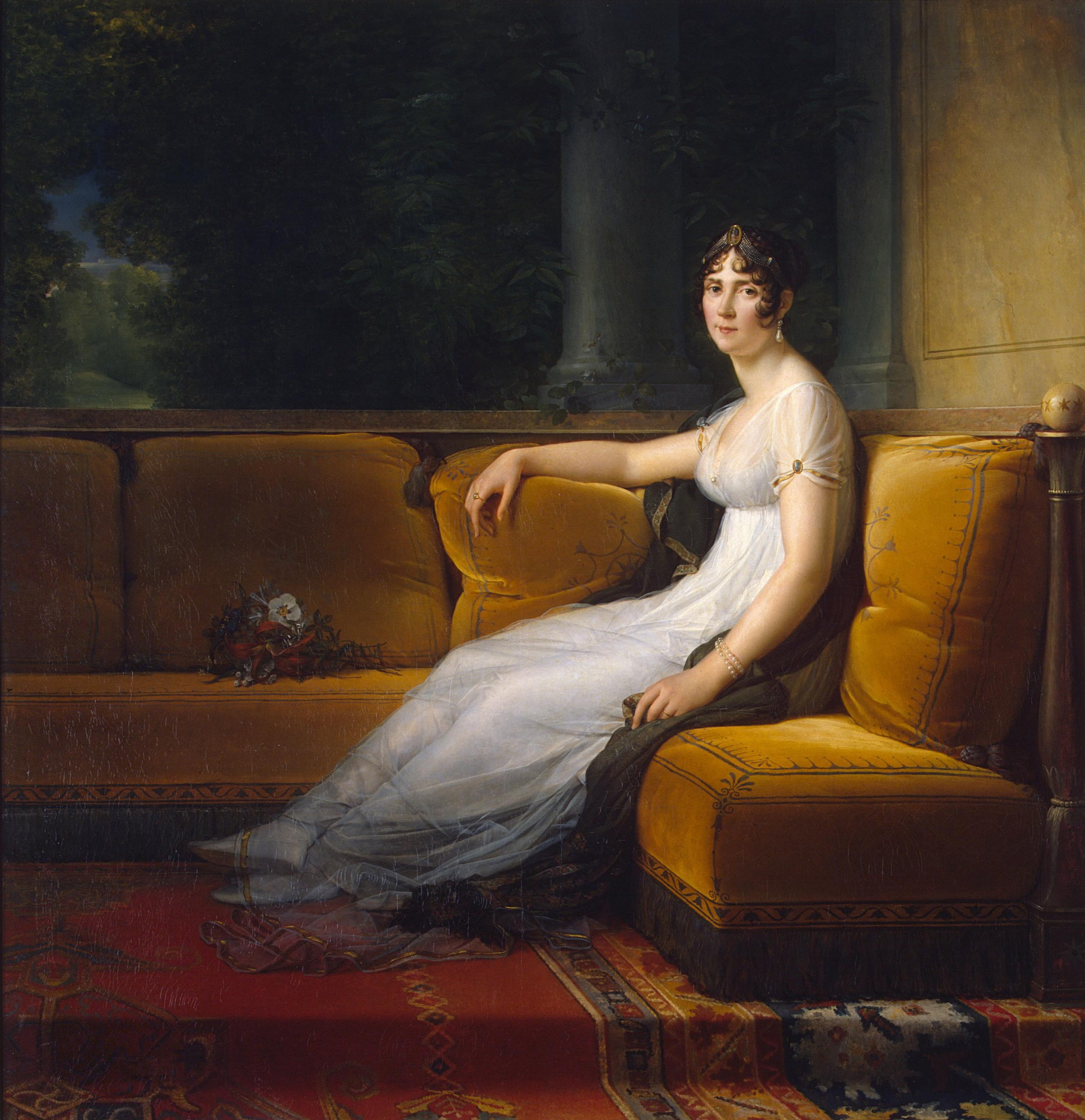
François Gérard, portrait de Joséphine de Beauharnais, (1801)
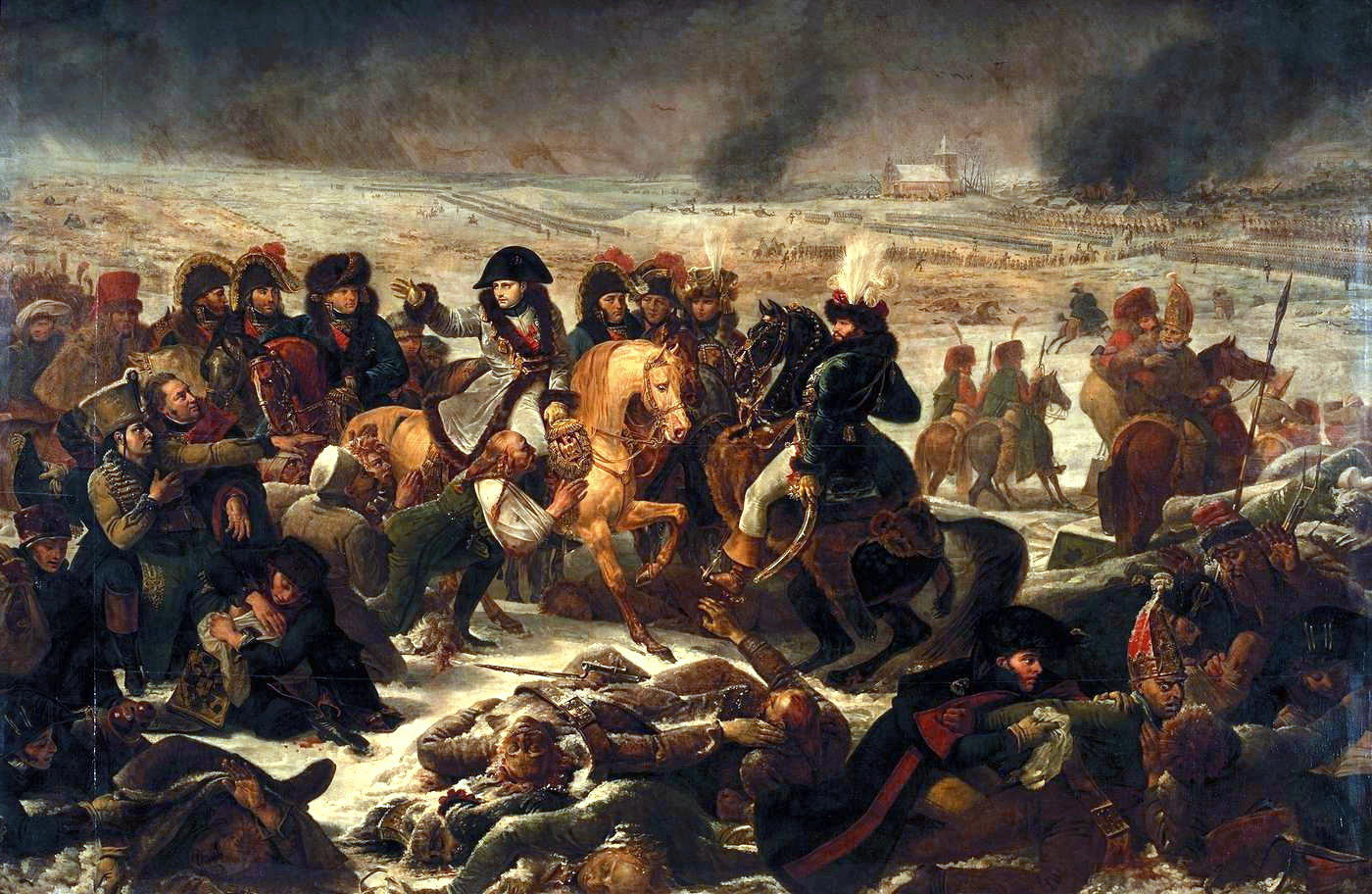
Antoine-Jean Gros, La Bataille d'Eylau (1808)
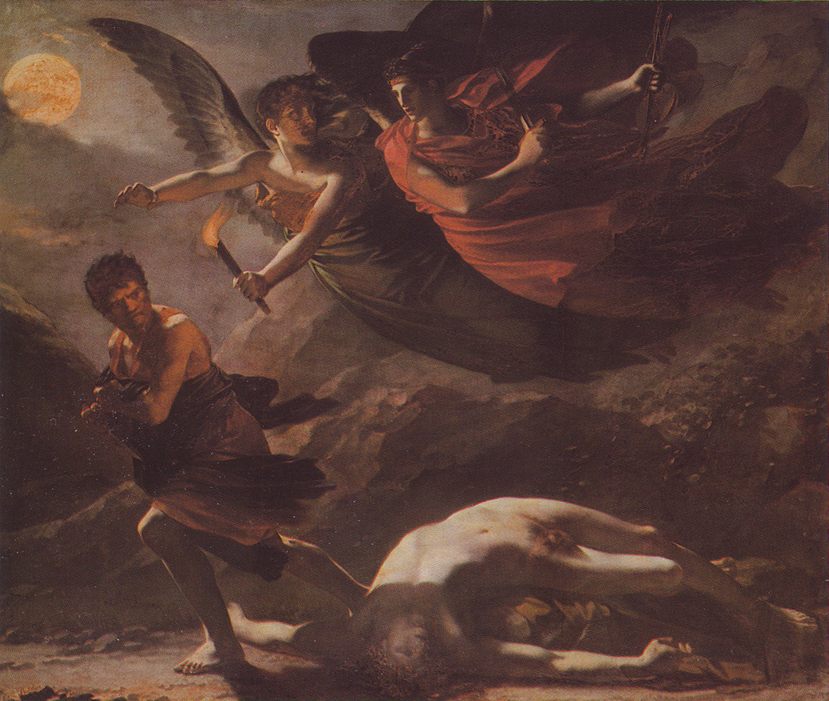
Pierre-Paul Prud'hon, La Justice et la Vengeance divine poursuivant le Crime (1808)
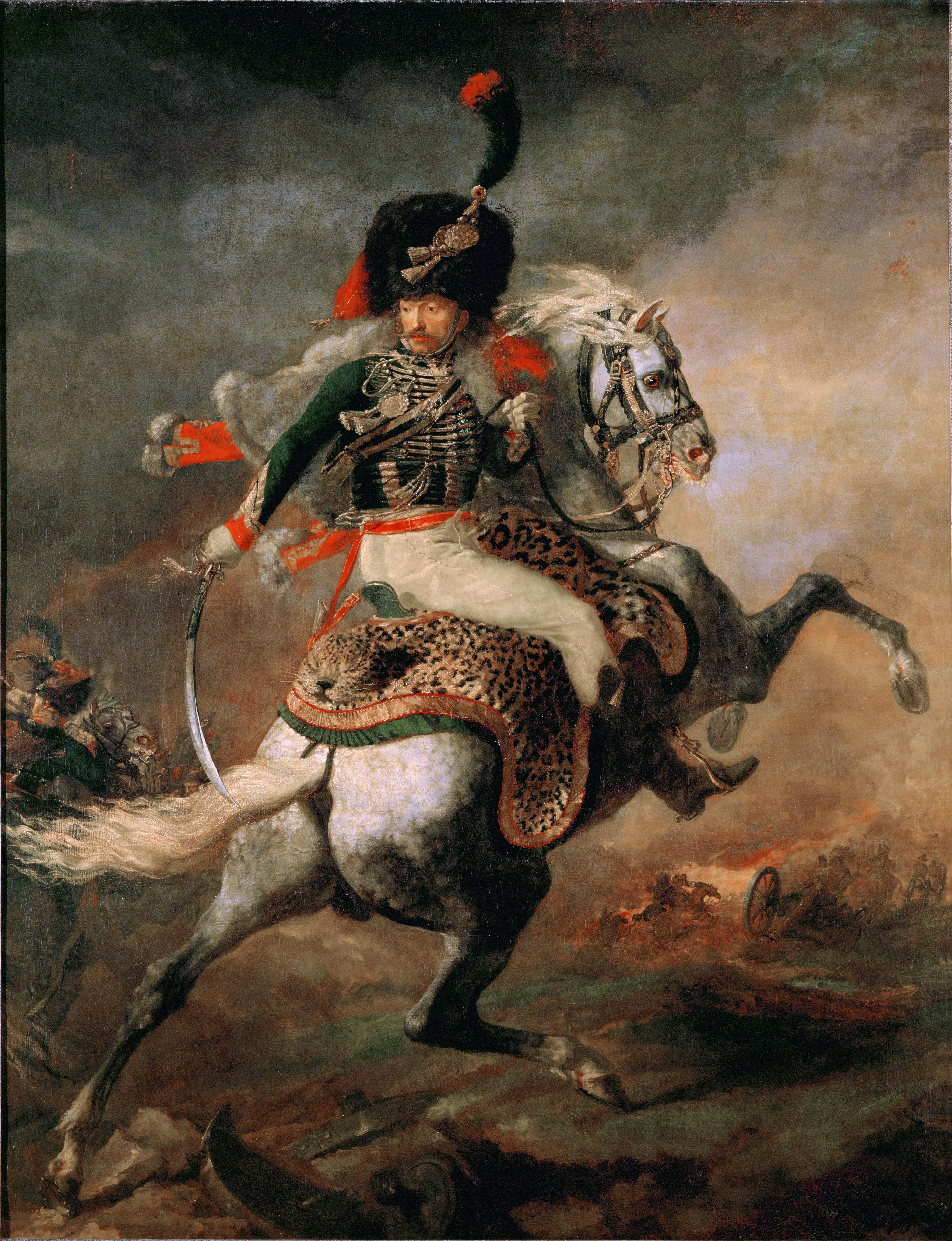
Théodore Géricault, Officier de chasseurs à cheval de la garde impériale chargeant (1812

### 1815-1840: le romantisme
Dès les débuts du XIXe siècle, on constate les premières manifestations d'un préromantisme pictural à travers les œuvres de Girodet (les Funérailles d'Atala), ou de Gros (Bonaparte au pont d'Arcole). L'esthétique romantique se démarque dans le paysage artistique français, avec l'exposition de deux tableaux, le Radeau de la Méduse de Géricault en 1819 qui frappe l'opinion, étant vu comme une charge contre le régime royal, et La Barque de Dante d'Eugène Delacroix exposé au salon de 1822, et qui se voit confronté à la dernière toile de David Mars désarmé par Vénus. Delacroix à la mort de Géricault devient le chef de file des peintres romantiques, avec des toiles d'inspirations politiques et engagées telles les Scènes des massacres de Scio, ou la Liberté guidant le peuple, et des thèmes exaltant la mort ou la passion tels la Mort de Sardanapale. Avec ses Femmes d'Alger, Delacroix introduit aussi un genre qui va prédominer dans les salons de peinture du XIXe siècle, l'Orientalisme, qui apparaît en France lors de la conquête de l'Algérie.
Ce courant trouve son principal opposant dans la figure de Jean-Auguste-Dominique Ingres, un des héritiers du néo-classicisme davidien. Demeuré en Italie à partir de 1806 pour protester contre les institutions artistiques qui avaient critiqué sa peinture, il revient en France en 1824 et s'impose comme l'artiste officiel du régime monarchique avec le Vœu de Louis XIII, et comme le rival de Delacroix défendant l'orthodoxie artistique du beau idéal contre les tenant d'une peinture exaltant les passions et la mort.
Vers 1840, le romantisme fait peu à peu place à un post-romantisme qui va évoluer vers l'académisme chez Horace Vernet et Paul Delaroche, et vers le réalisme avec Camille Corot.

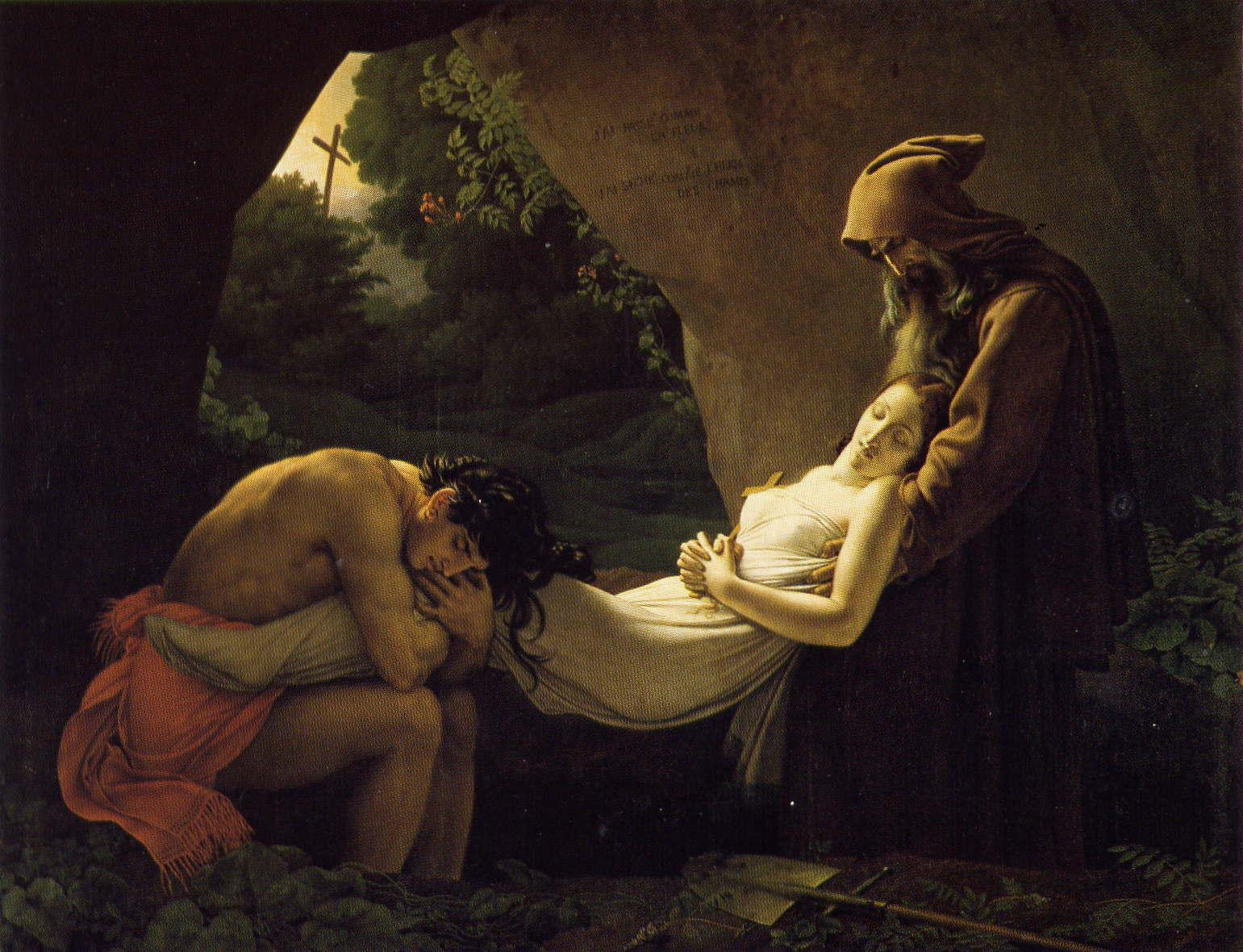
Girodet-Trioson, les Funérailles d'Atala (1808)
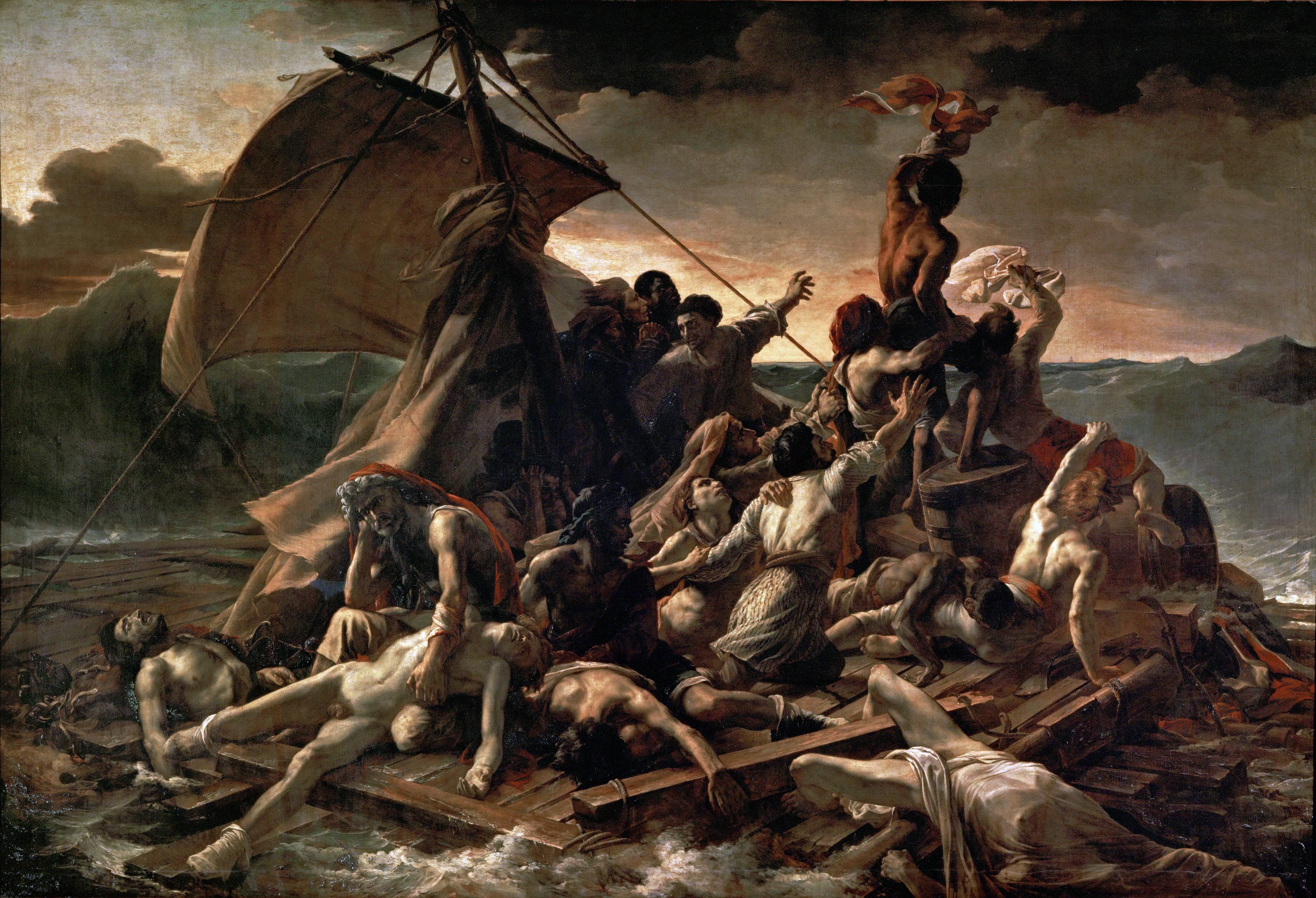
Théodore Géricault, le Radeau de la Méduse (1819)
Eugène Delacroix, La Liberté guidant le peuple (1830)
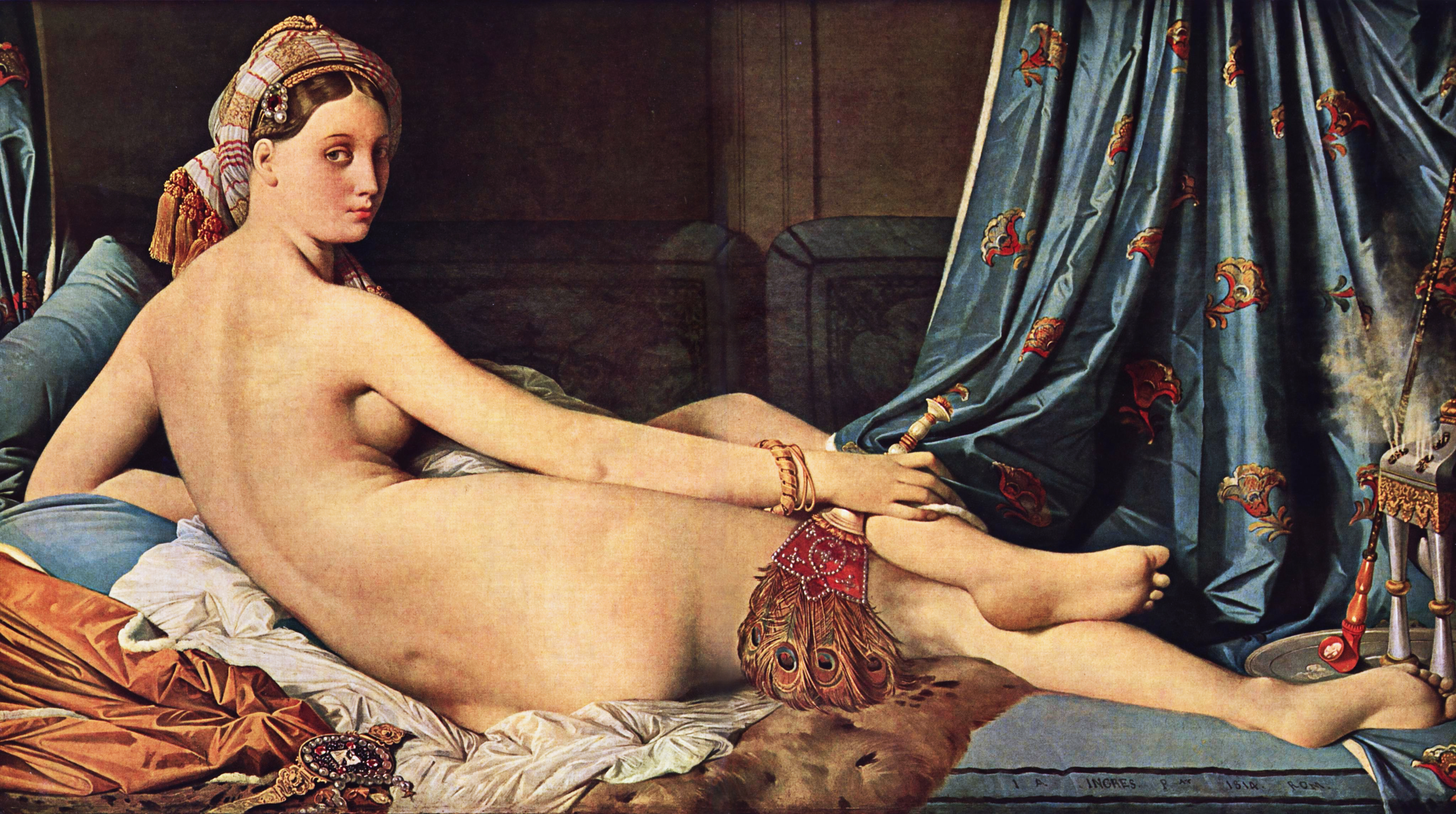
Jean-Auguste-Dominique Ingres, La Grande Odalisque (1814)
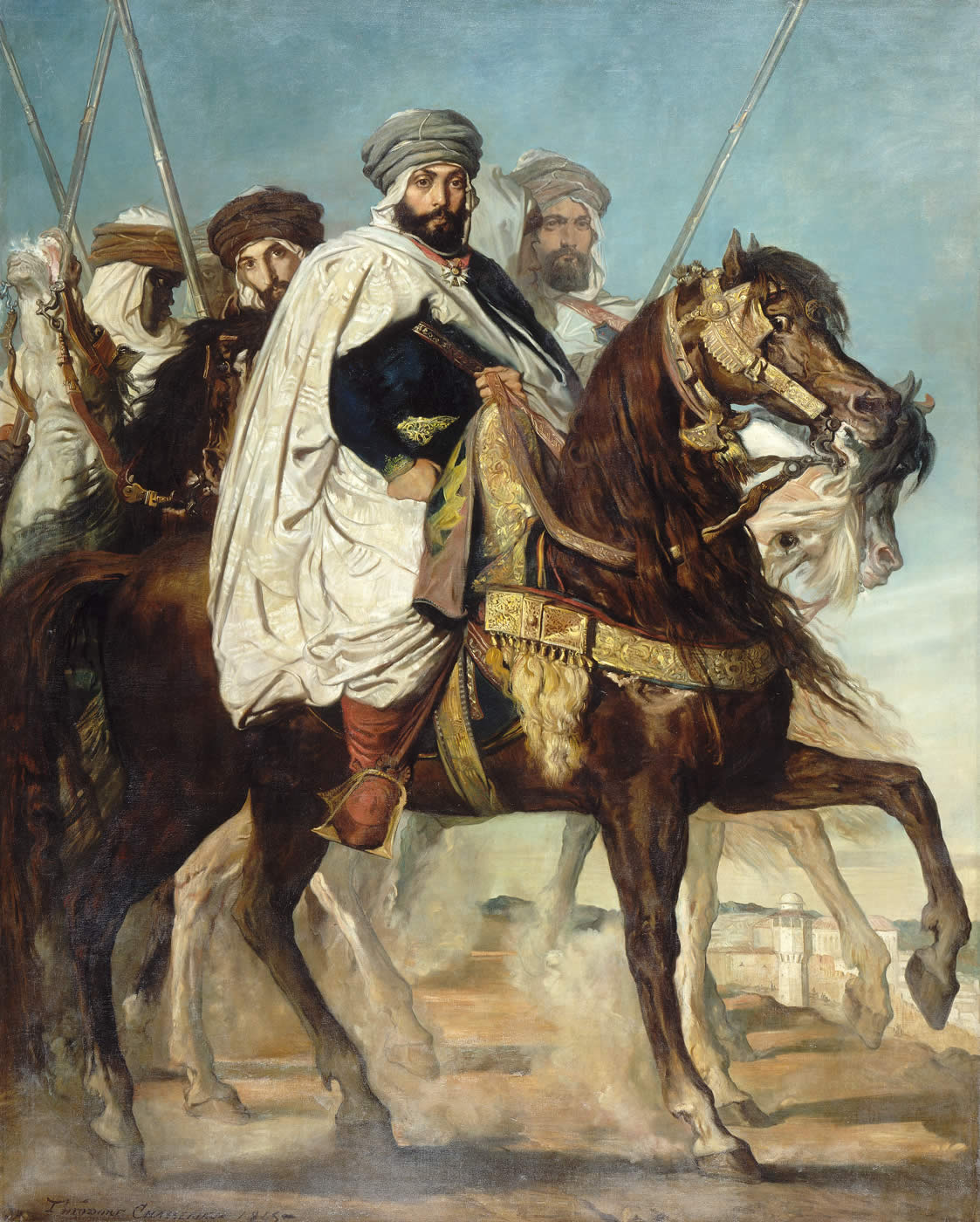
Théodore Chassériau, Le Khalife de Constantine Ali Ben Hamet, chef des Karachas, suivi de son escorte (1845)

### 1840-1860: réalisme contre académisme
La période 1840-1860 est témoin de changements artistiques qui vont influer sur l'apparition de la notion de modernité dans l'art telle qu'elle est exposée par Baudelaire, dans son essai La Modernité. La peinture académique s'impose comme le style officiel dans l'art français de cette période. Les peintres d'Histoire comme Delaroche et Vernet réalisent de grandes compositions sur l'Histoire de France destinées au musée du château de Versailles et résultant de commandes du roi Louis-Philippe Ier, et plus tard de l'empereur Napoléon III. Cette peinture tributaire de l'esthétique d'Ingres et aussi de certaines manifestations du Romantisme est attachée à la représentation idéalisée de scènes mythologiques et historiques, fidèle en cela à un enseignement académique qui prévaut dans l'art depuis le début du siècle.
Si les régimes favorisent, à travers des commandes officielles, un art académique porté principalement par la représentation de scènes historiques récompensées au Salon, la période est aussi témoin de l'émergence de courants indépendants représentés par des groupes d'artistes en marge des systèmes officiels. La découverte des paysagistes anglais comme Constable voit la manifestation d'un groupe d'artistes privilégiant le paysage et des scènes rurales et qui va avoir une forte influence sur le réalisme et sera dénommé plus tard l'école de Barbizon. Camille Corot est la principale figure de ce mouvement qui voit aussi en Jean-François Millet et Théodore Rousseau deux autres artistes marquants. Le réalisme trouve avec Gustave Courbet, son chef de file. Sa peinture exprime les préoccupations esthétiques et sociales de son temps, marquées par les idées politique de son ami Proudhon dont il fait le portrait. Tenant d'une peinture à thèmes contemporains, il bouscule les institutions en provoquant des coups d'éclat et des scandales avec des œuvres comme Un enterrement à Ornans qui, par un très grand format traditionnellement dévolu à la peinture d'histoire et par un sujet de la vie rurale, suscite des réactions vives et des oppositions artistiques et critiques.

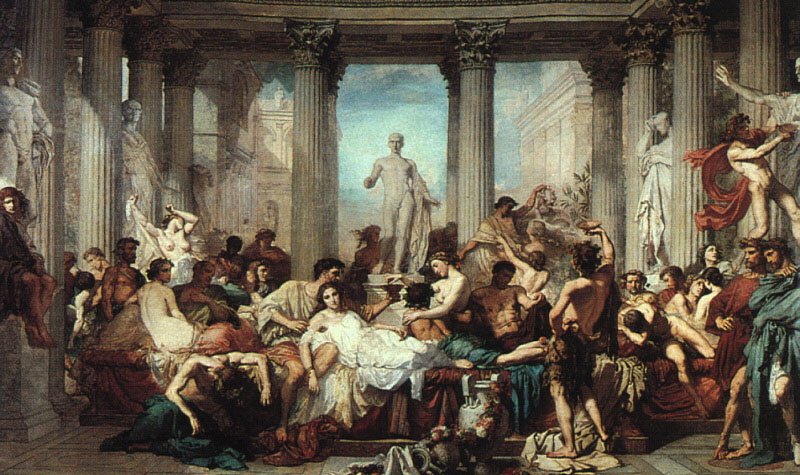
Thomas Couture, Les Romains de la décadence (1847)
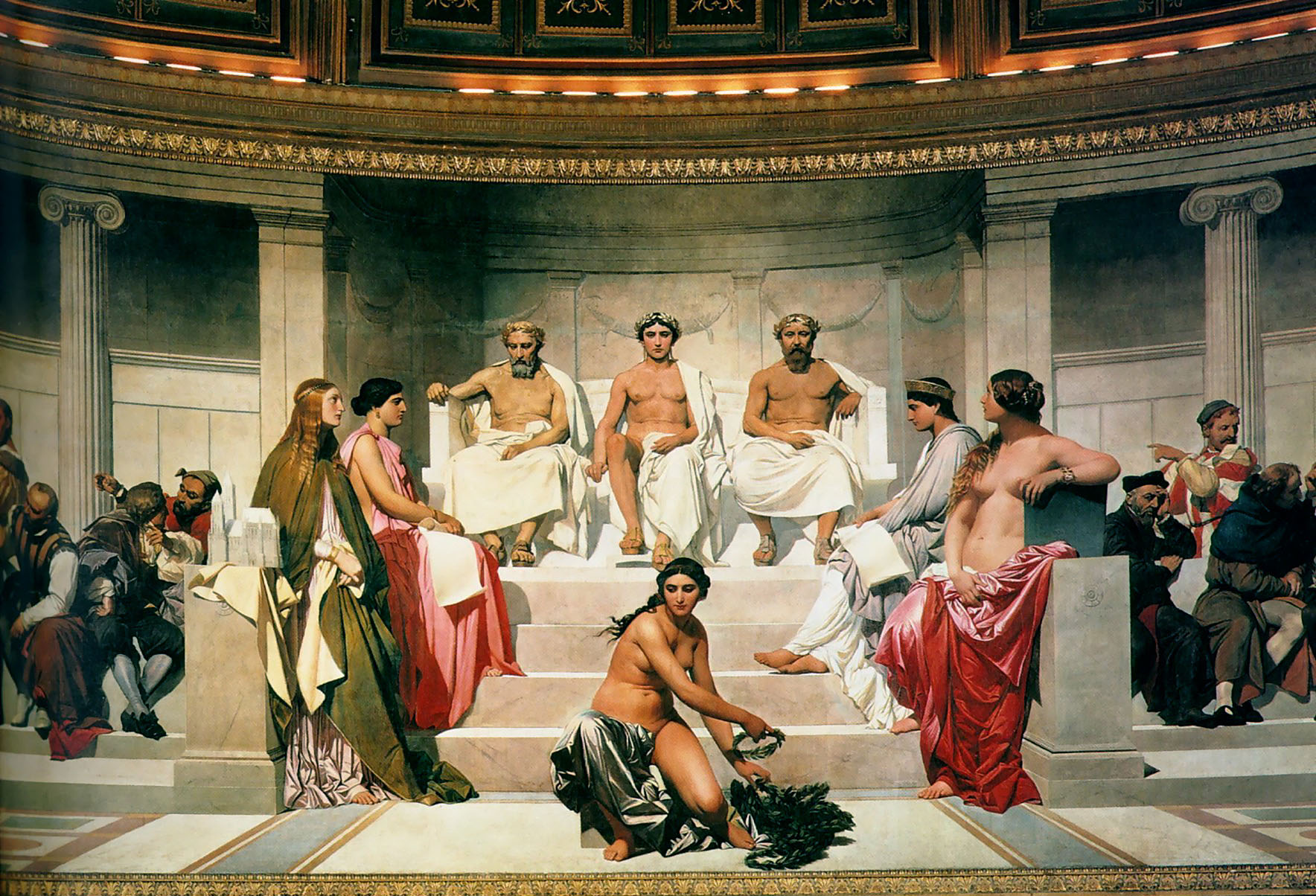
Paul Delaroche, partie centrale de la fresque de l'hémicycle de l'école des beaux-arts, (1841)
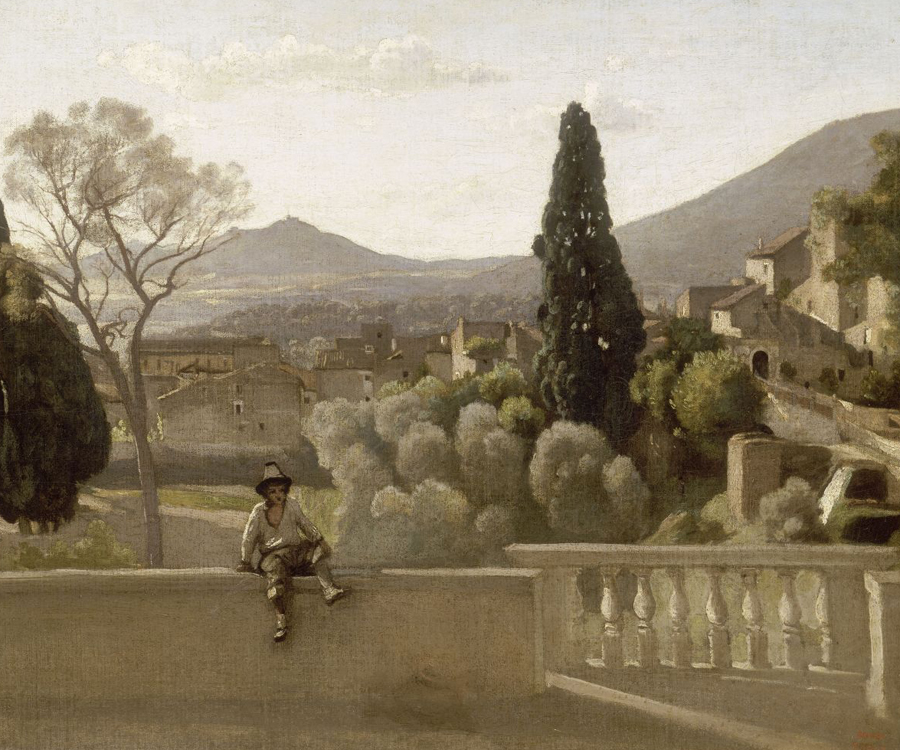
Camille Corot, Tivoli, les jardins de la Villa d'Este (1843)
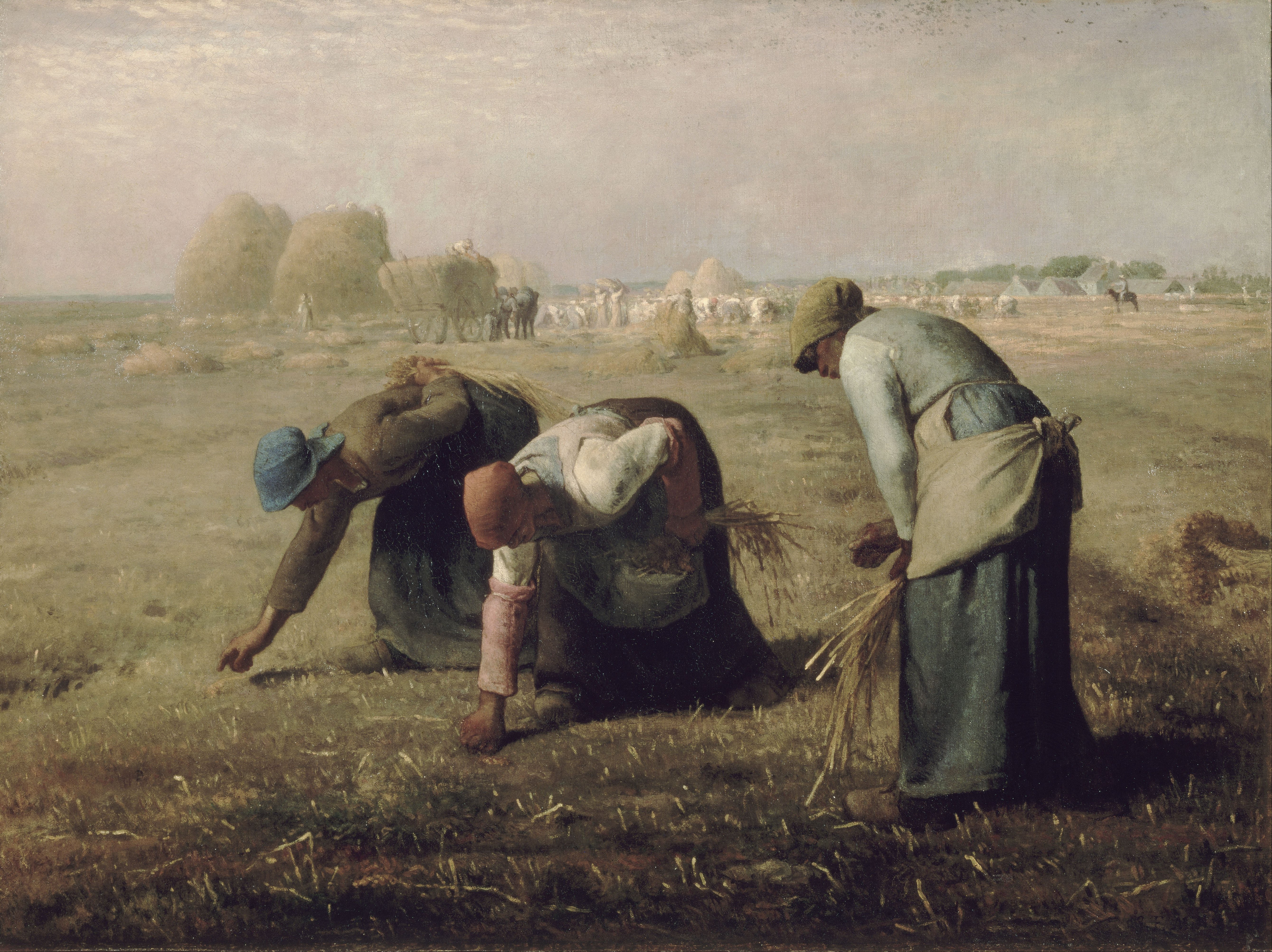
Jean-François Millet, Des glaneuses (1857)
Gustave Courbet, L'atelier du peintre (1855)

### 1860-1880: impressionnisme et naturalisme
La Révolution industrielle opère des changements qui touchent aussi le milieu artistique. C'est l'apparition du tube de peinture inventé en 1841 aux États-Unis. Alexandre Lefranc fabrique les premiers tubes de peinture fermés. C'est la fin d'une tradition artisanale de la pratique artistique : l'artiste n'est plus obligé de fabriquer ses couleurs, ou de préparer ses supports de peinture. Les marchands procurent le matériel aux artistes. Au début des années 1860 un groupe de jeunes artistes réunis autour d'Édouard Manet se constituent en groupe indépendant qu'Henri Focillon nomme le « groupe de 1863 » constitué d'Henri Fantin-Latour, Alphonse Legros, le Belge Alfred Stevens, l'Américain James Whistler et Zacharie Astruc rejoints par Edgar Degas, Paul Cézanne, Claude Monet, Auguste Renoir et Frédéric Bazille, qui tentent d'exposer au Salon officiel, mais sont constamment rejetés par le jury. Les artistes en vogue demeurent les peintres académiques, Cabanel rencontre le succès au salon officiel de 1863 avec sa Naissance de Vénus.
Le pouvoir décide alors d'ouvrir en 1863 un Salon des refusés qui voit l'exposition du Déjeuner sur l'herbe de Manet, premier scandale retentissant de ce groupe d'artistes, scandale qui va être dépassé par celui de l'Olympia autre tableau de Manet qui provoque des réactions d'hostilité sans précédent. Devant l'insuccès de cette exposition, l'expérience d'un nouveau Salon des refusés n'est pas renouvelée. Les artistes décident alors d'organiser eux-mêmes leur propre exposition collective en se réunissant dans l'atelier du photographe Nadar et se constituent en Société anonyme des artistes peintres, sculpteurs et graveurs.
En 1874 avec l'exposition du tableau de Monet Impression, soleil levant, le critique Louis Leroy ironisant sur le titre du tableau, fut à l'origine de l'apparition du terme « impressionnisme ». Les impressionnistes sont motivés par un renouvellement de la peinture en éclaircissant leurs palettes et en utilisant des couleurs vives, le mélange se fait par la juxtaposition des touches qui décomposent la lumière et créent des mélanges optiques. Ils suivent en cela, de manière empirique, les théories sur la décomposition de la lumière de Chevreul. À partir de 1860, les premières galeries indépendantes s'ouvrent, et changent le marché de l'art alors partagé par les commandes de l'État et des mécènes privés. Paul Durand-Ruel développe le marché en ouvrant les premières galeries indépendantes et en organisant des expositions d'artistes impressionnistes.
À la même période, vers 1870, apparaît un autre courant, le naturalisme, intermédiaire entre le réalisme et l'académisme. Les peintres naturalistes dont Jules Bastien Lepage est considéré comme le chef de file, privilégient les thèmes proches de la nature et de la vie réelle, souvent d'inspiration paysanne, tout en pratiquant un style découlant de l'enseignement académique. Outre Lepage on retient aussi les noms de l'artiste animalier Rosa Bonheur, de Jules Breton, d'Alfred Roll, d'Émile Friant. Inspirés par Millet, Corot et même Courbet et par les écrits de Zola, ces artistes représentent des scènes de la vie contemporaine principalement rurale, ouvrière et sociale. L'un des tableaux les plus représentatifs est Les foins (1877) de Bastien-Lepage.

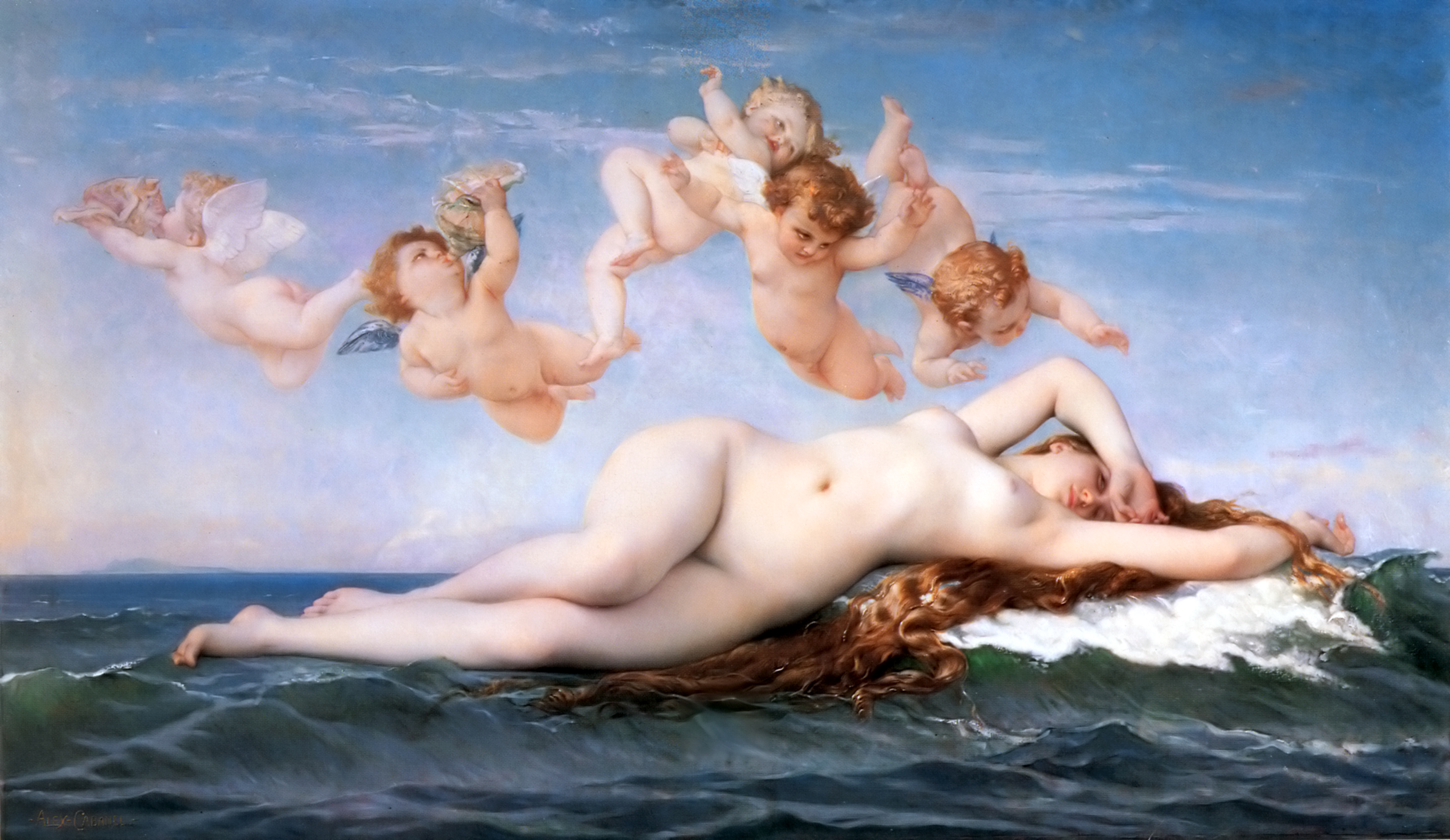
Alexandre Cabanel, La Naissance de Vénus (1863)
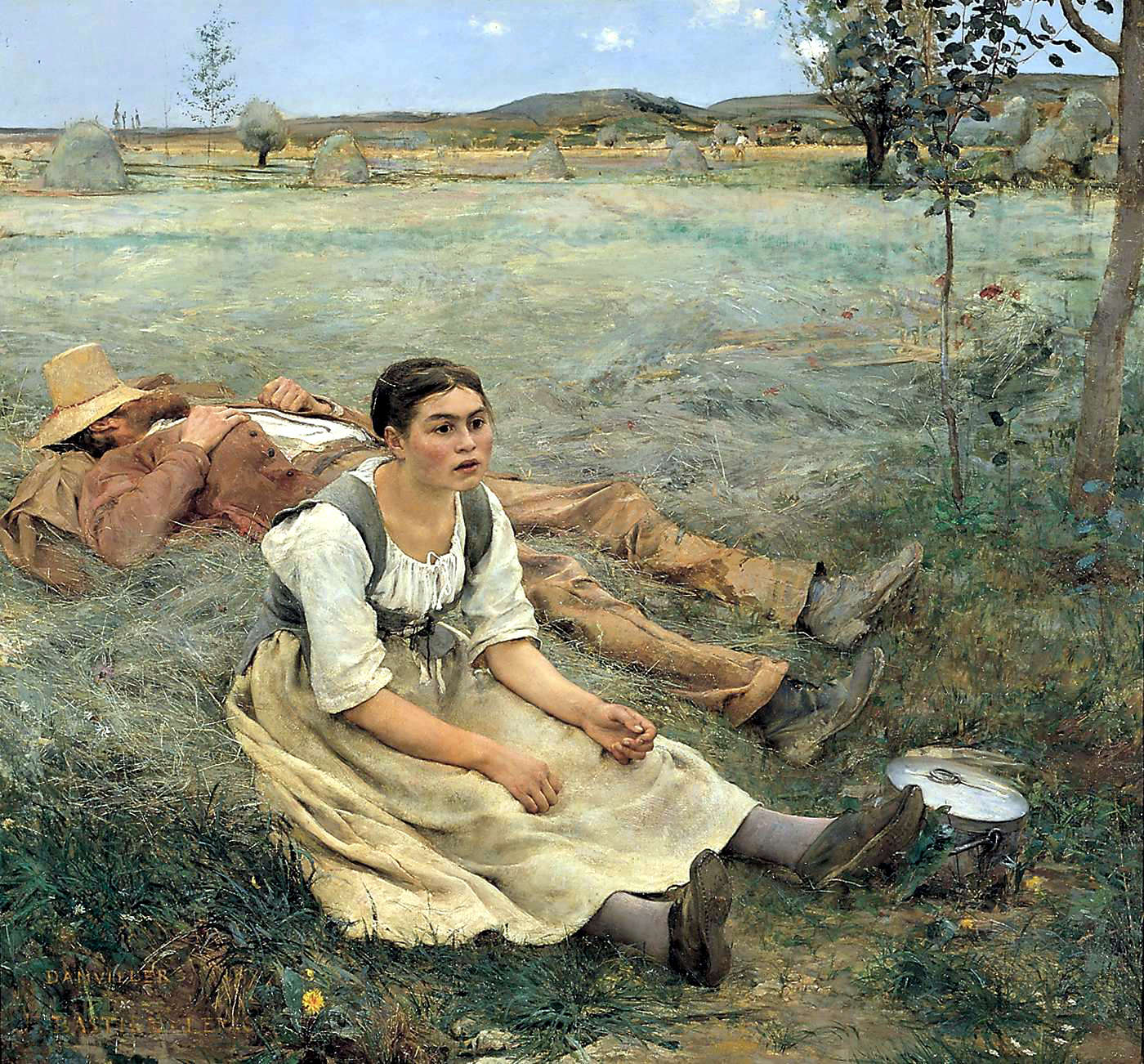
Jules Bastien Lepage Les Foins (1877)
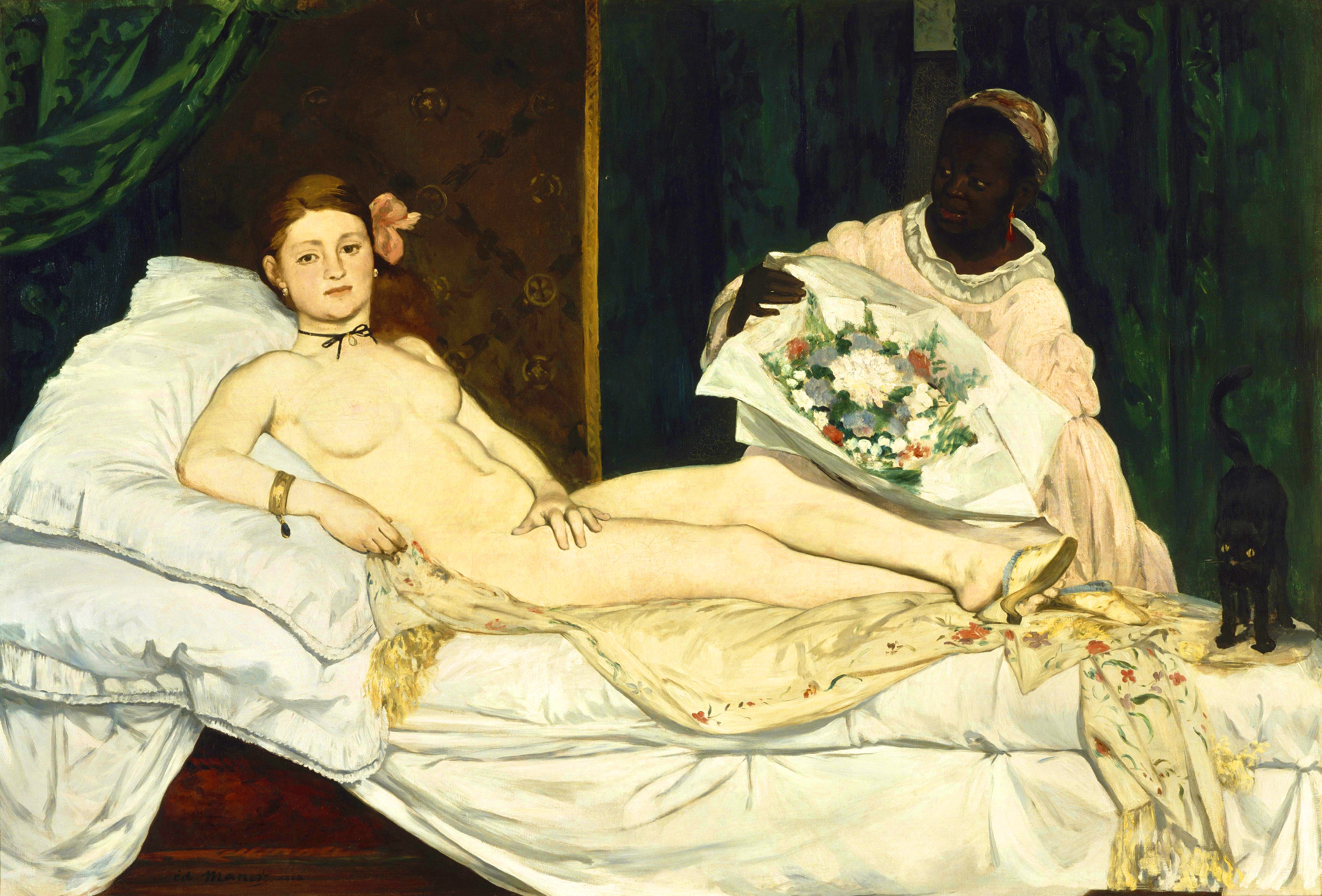
Édouard Manet, Olympia (1863)
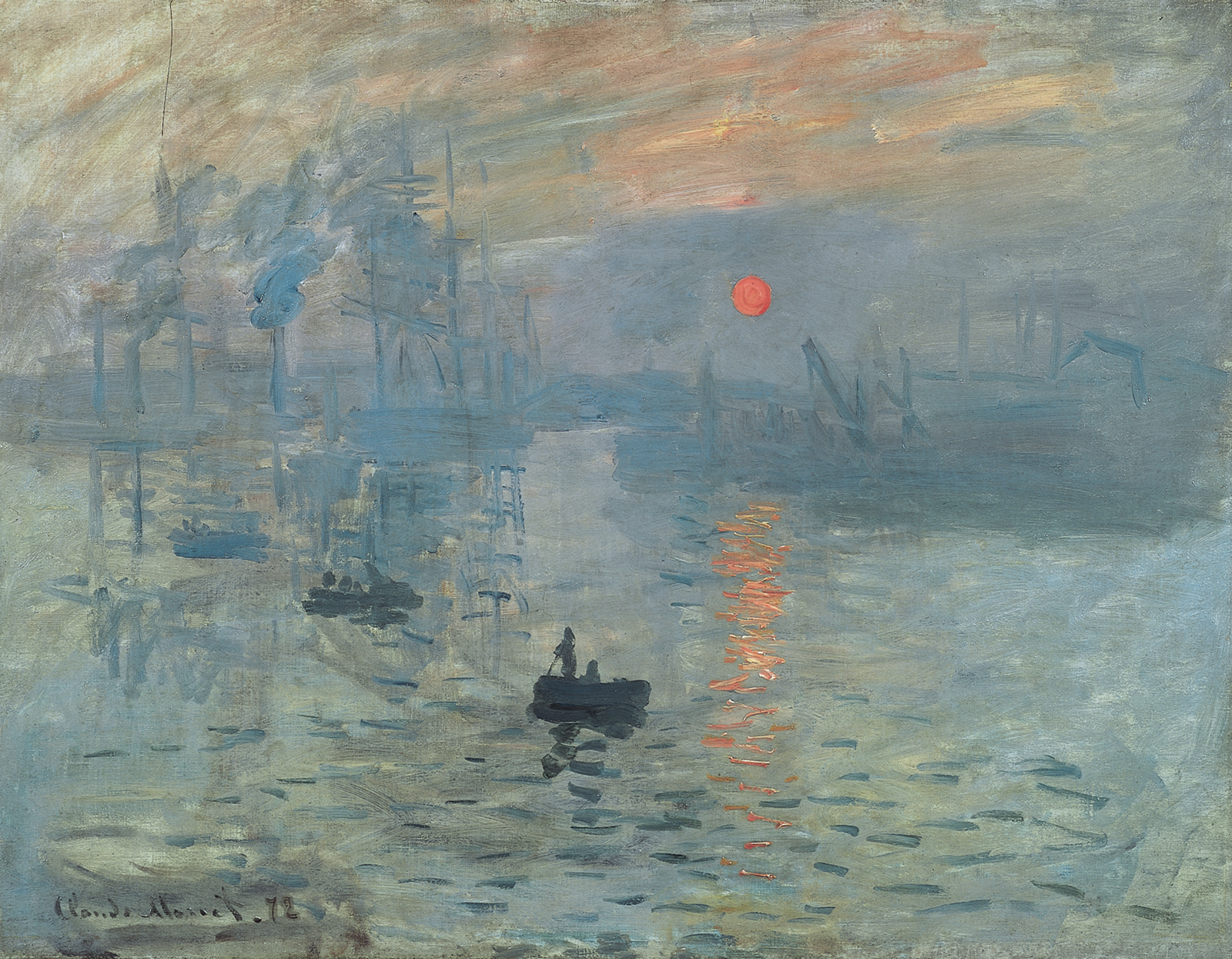
Claude Monet, Impression, soleil levant (1872)
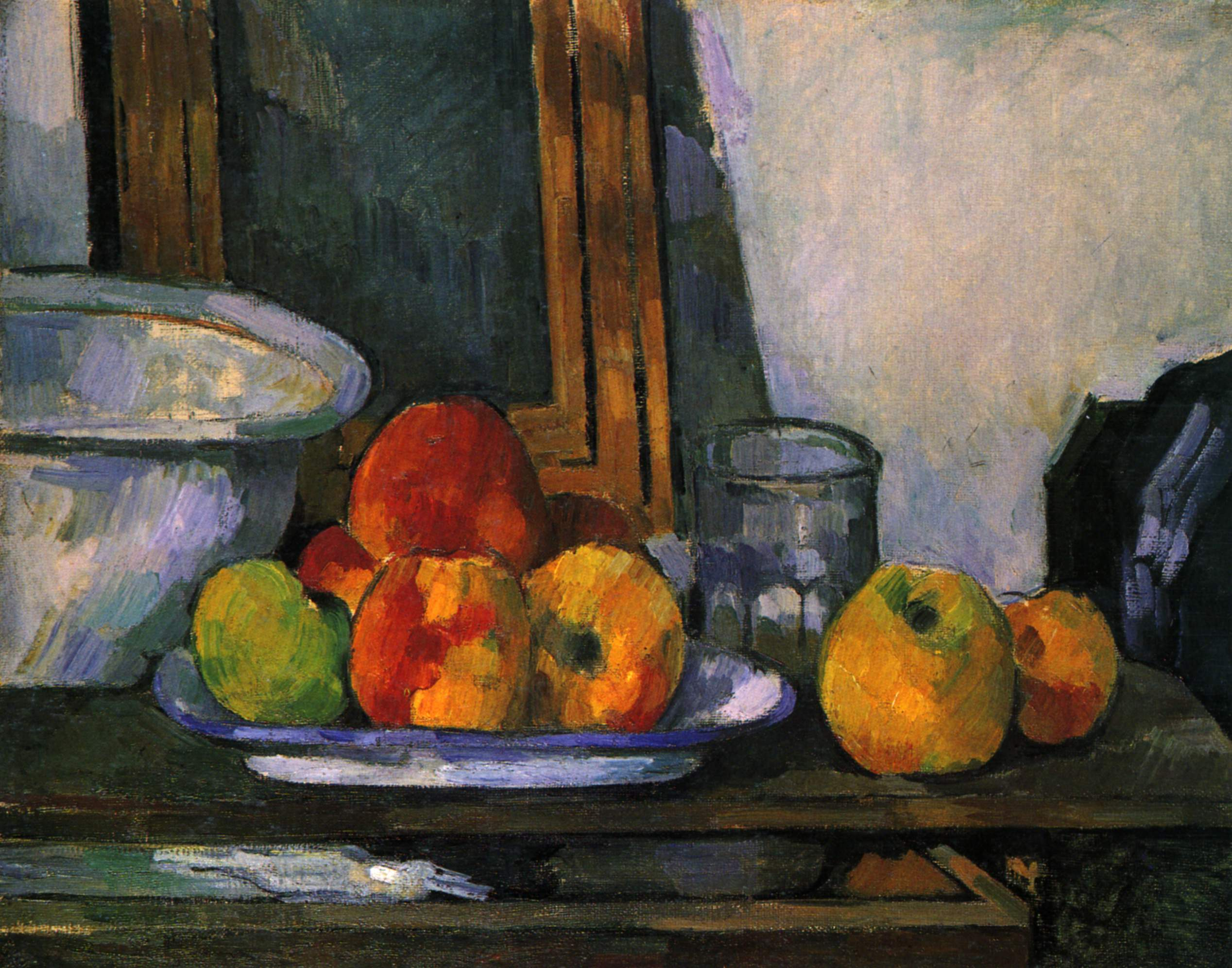
Paul Cézanne, Nature morte au tiroir ouvert (1877)

### 1880-1900: du néo-impressionnisme au fauvisme
Les dernières années du siècle voient une explosion de styles et de courants dans la peinture française. En 1881, c'est l'abandon de la tutelle de l'art par l'État. De plus en plus de salons indépendants voient le jour, du salon des indépendants qui ouvre en 1884, jusqu'au salon d'automne en 1903. Le néo-impressionnisme aussi dénommé pointillisme et divisionnisme, apparaît alors comme une radicalisation de l'impressionnisme. Son chef de file Georges Seurat compose ses tableaux en utilisant seulement les couleurs fondamentales par petites touches formant à distance l'illusion d'une image. Il met en pratique cette expérimentation avec Une baignade à Asnières. Soutenu par le critique Félix Fénéon le groupe se constitue autour de Seurat avec Paul Signac et Lucien Pissarro, ils influencent aussi un artiste hollandais installé alors en France Vincent van Gogh et aussi Émile Bernard.
Celui-ci s'installe dans un bourg de Bretagne, Pont-Aven où le rejoignent les artistes Paul Sérusier et Paul Gauguin qui sont à l'origine du mouvement nabi. Influencé par la découverte de l'art japonais, ce mouvement constitué outre Sérusier de Pierre Bonnard, Édouard Vuillard, Maurice Denis, et du suisse Félix Vallotton, se détache du réalisme et du naturalisme pictural, en présentant une peinture sans illusion de volume, caractérisés par des aplats de couleurs pures sans mélange. Gauguin leur ainé se situe en dehors du groupe, et évolue vers un primitivisme pictural dans ses œuvres de la période tahitienne. Louis Anquetin, autre membre du groupe de Pont-Aven, invente le cloisonnisme qui va trouver son application dans l'Art nouveau et aussi chez Toulouse-Lautrec proche du groupe, et qui fut le condisciple d'Anquetin et d'Émile Bernard à l'atelier de Fernand Cormon. Ces courants sont réunis dans le vaste mouvement du postimpressionnisme.
À la même période, se développe dans toute l'Europe le courant du symbolisme qui prend son origine dans la littérature et la poésie, et qui touche tous les arts, dont la peinture. En France les principaux représentants sont Gustave Moreau, Pierre Puvis de Chavannes et Odilon Redon. La peinture symboliste est caractérisée par des thèmes oniriques, mythologiques et fantastiques, à l'opposé du naturalisme et du réalisme.
Vers les années 1890 les impressionnistes commencent à être reconnus et établis dans l'art français, Monet entreprend ses grandes séries picturales les Cathédrales de Rouen, les Nymphéas, et une partie du legs Caillebotte entre au musée du Luxembourg en 1894 en dépit des protestations de l'Académie des beaux-arts.
La fin du siècle voit apparaître une nouvelle génération d'artiste nés aux alentours de 1870-1880 et qui prend son influence chez les pointillistes et les nabis. Henri Matisse l'ainé du groupe avec André Derain et Maurice de Vlaminck marque le Salon d'Automne de 1903 avec les premières œuvres du fauvisme.

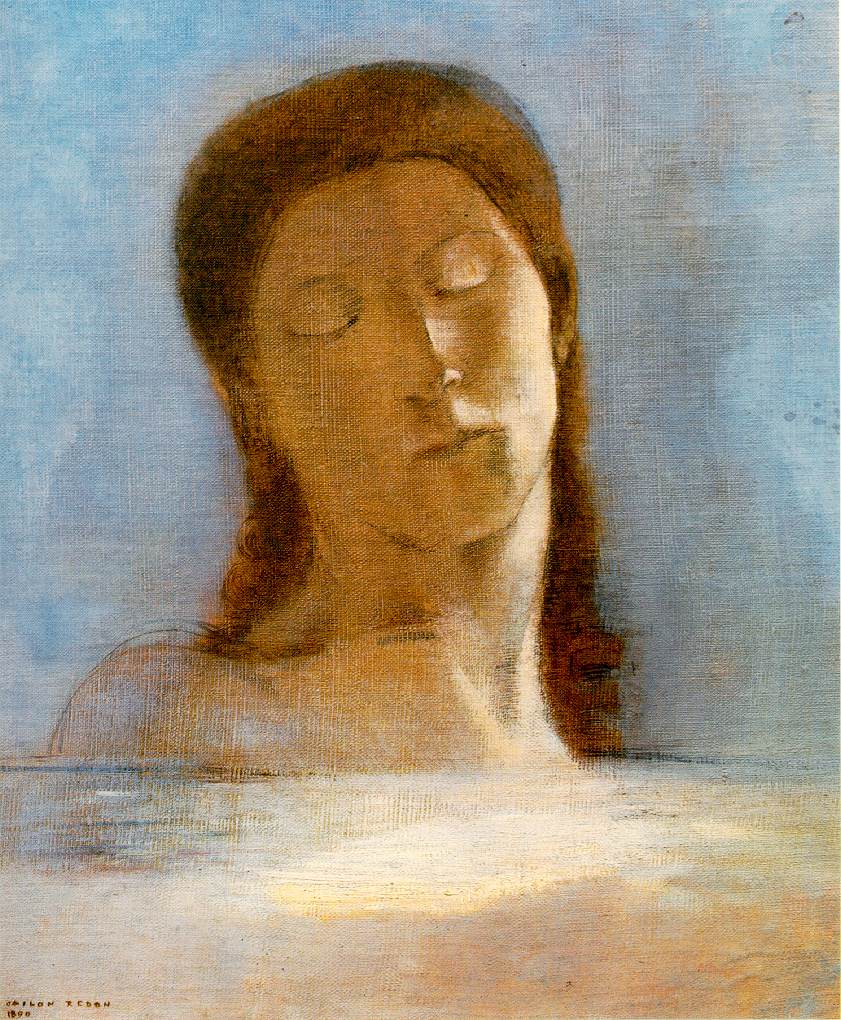
Odilon Redon, Les Yeux clos (1890)
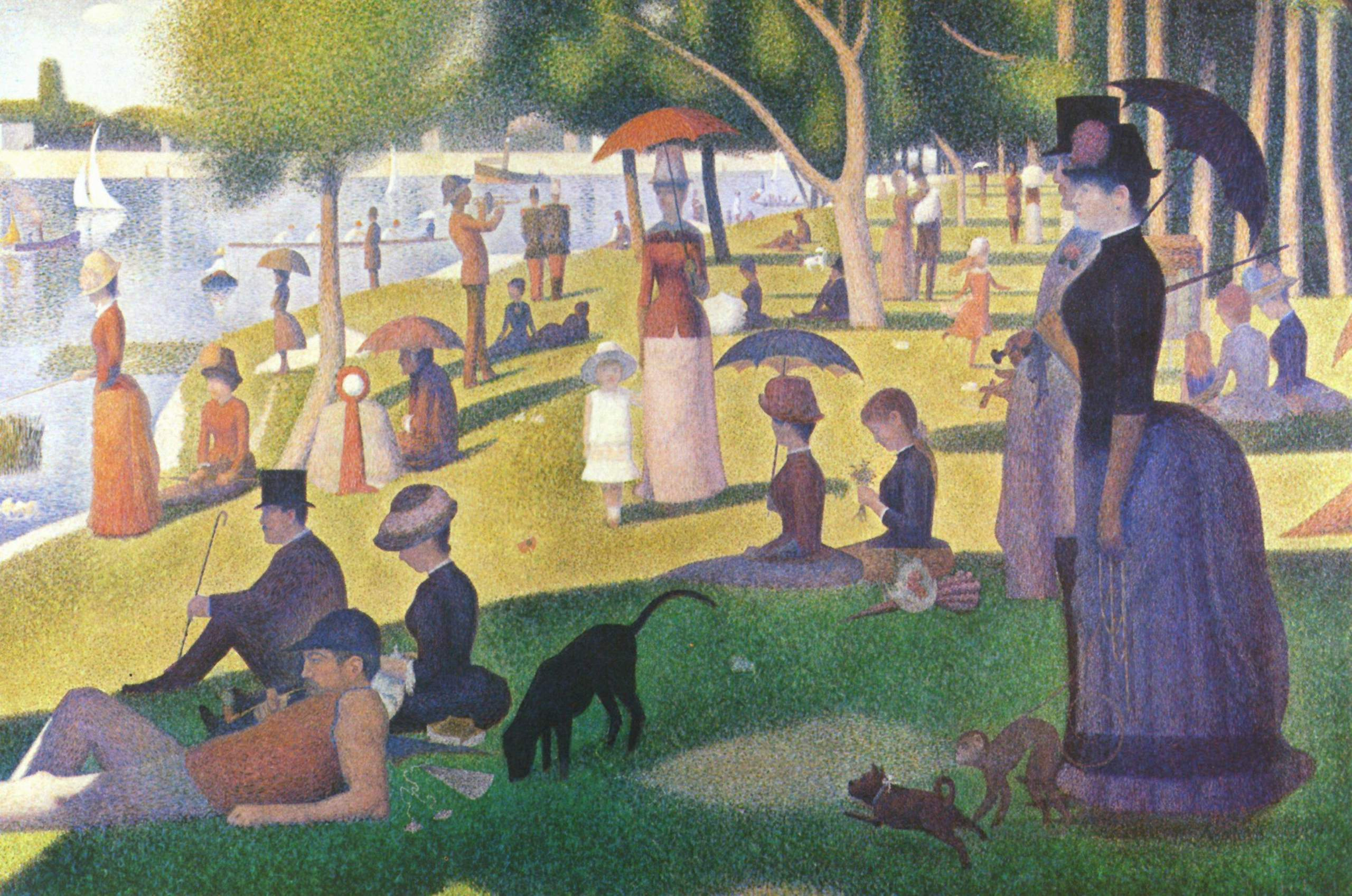
Georges Seurat, Un dimanche après-midi à l'Île de la Grande Jatte (1884-1886)
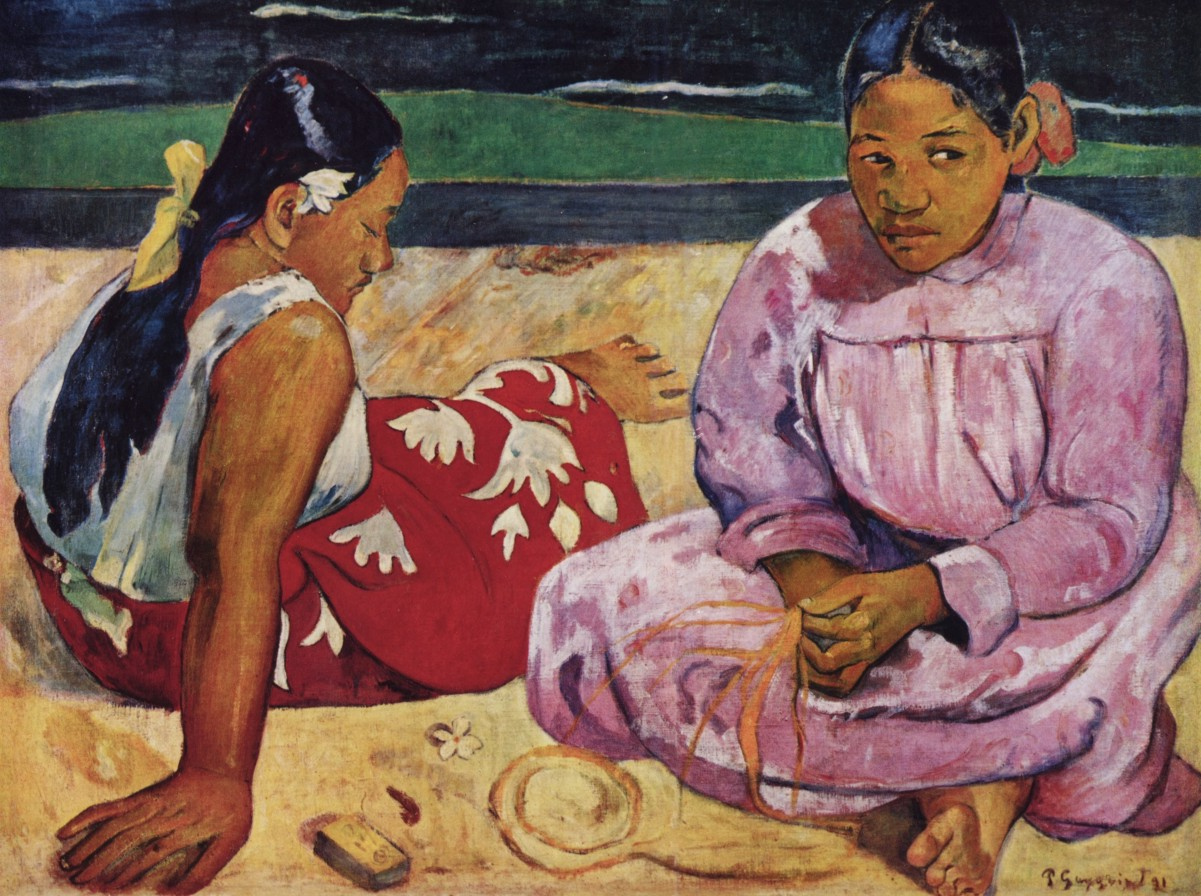
Paul Gauguin, Femmes de Tahiti, (1891)
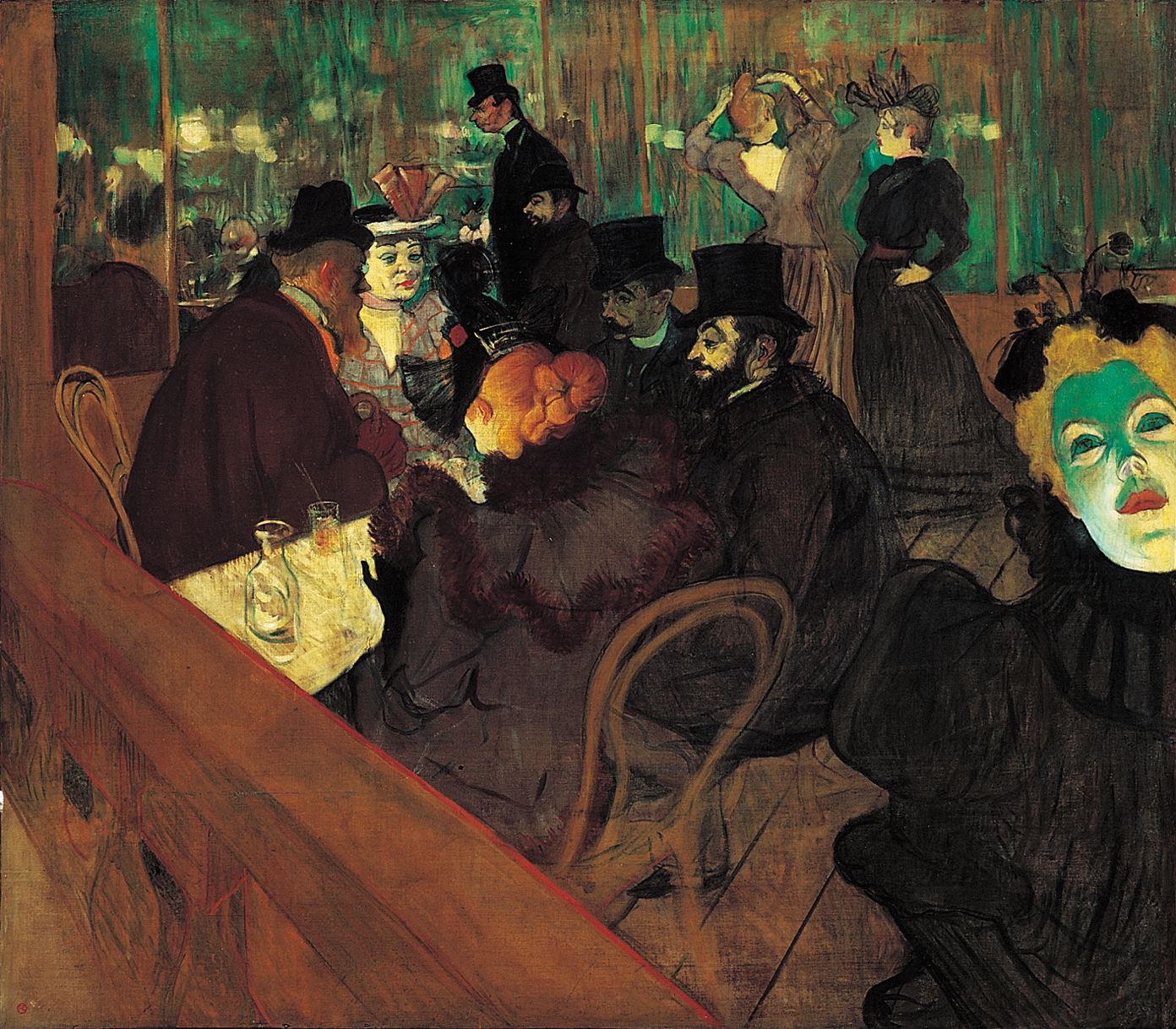
Henri de Toulouse-Lautrec, Au Moulin Rouge (1892)
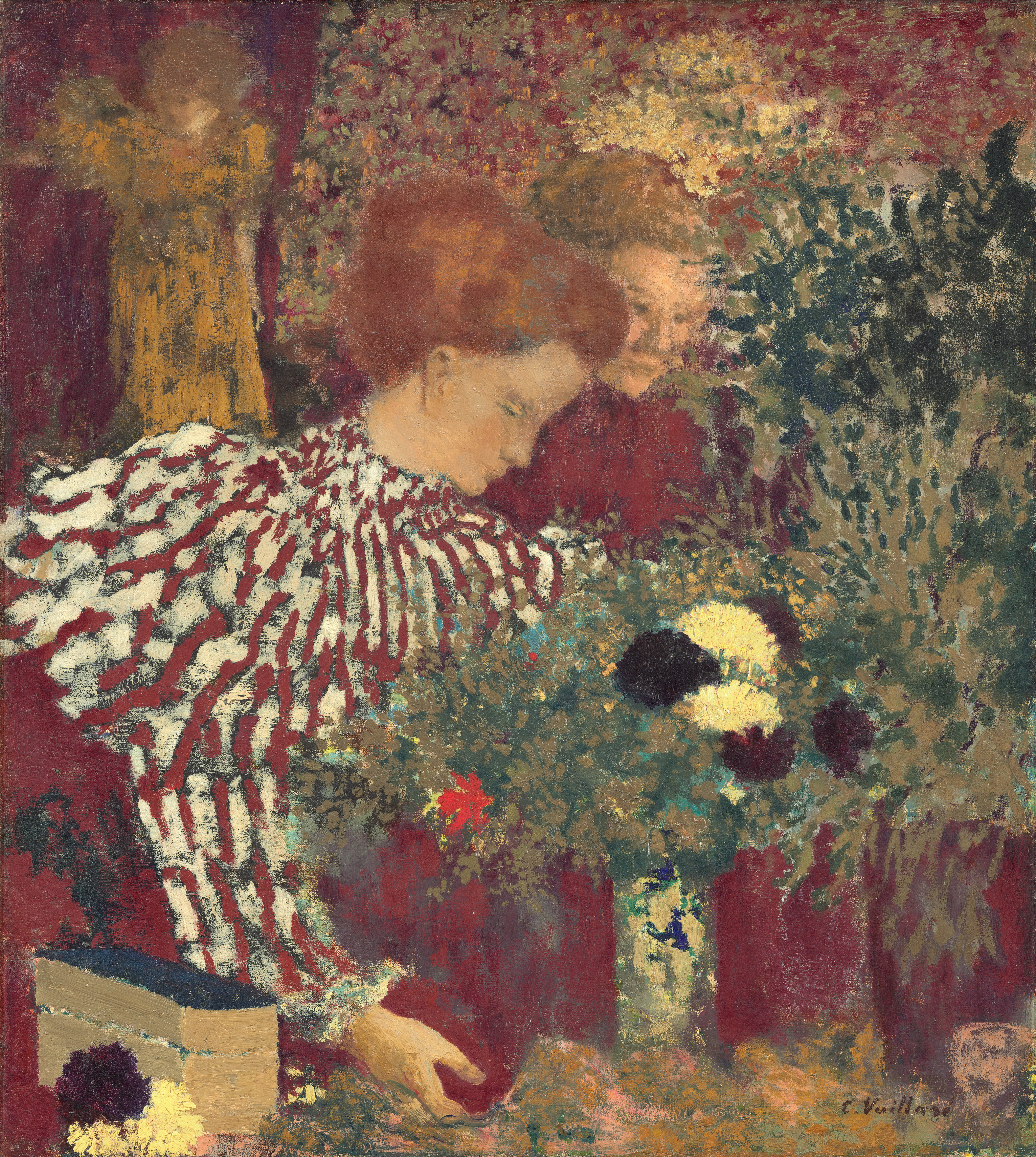
Édouard Vuillard, Le Corsage rayé (1895)

## Les genres
Les principaux genres de peinture française du XIXe siècle sont le portrait, le nu, le paysage, la nature morte, la peinture d'histoire, la peinture militaire, la peinture orientaliste, la peinture de genre, la peinture onirique, la peinture religieuse, la peinture animalière et le panorama.

### Le portrait
Le genre du portrait fut défendu autant par les artistes modernes qu'académiques, tous les courants ont pratiqué le portrait. Dans le néoclassicisme David s'imposa autant comme un portraitiste reconnu que comme un peintre d'histoire, son élève Ingres fut l'un des artistes les plus influents dans ce genre notamment avec son portrait de monsieur Bertin. Dans le portrait romantique, on retient la série de portraits d'aliénés  de Géricault. Courbet privilégie l'autoportrait et le portrait intimiste. Chez les impressionnistes et apparentés, Fantin Latour, Degas, Manet, Cézanne et Renoir sont représentatifs du portrait de famille ou intimiste, tandis que chez les peintres académiques Léon Bonnat produit un grand nombre de portrait officiels. Chez les post-impressionnistes, Toulouse-Lautrec fut le portraitiste  de la société montmartroise de la fin du siècle.

#### Le portrait officiel
Les différents régimes monarchiques et impériaux, font un important emploi du portrait de cour, à commencer par le régime napoléonien. En 1803 l'administration des arts passe commande aux artistes de réaliser une série de portraits du premier Consul pour différentes places d'Europe. La production s'accroît à l'avènement de l'Empire, Girodet, Gérard et Lefèvre peignent plusieurs effigies de Napoléon en costume impérial, ou en uniforme. À la chute de l'Empire, les mêmes artistes servent ensuite le pouvoir royal, François Gérard après avoir peint Napoléon, peint Louis XVIII, Charles X et l'un des premiers portraits officiels de Louis-Philippe Ier. Sous le second Empire le portrait officiel et de cour est principalement représenté par le peintre allemand Franz Xaver Winterhalter artiste qui peint pour les différentes monarchie d'Europe, tandis qu'Alfred de Dreux peint le portrait équestre de Napoléon III. Sous la troisième République Léon Bonnat devient le peintre officiel des présidents de la république et du conseil, mais le genre tombe peu à peu en désuétude, supplanté par la photographie.

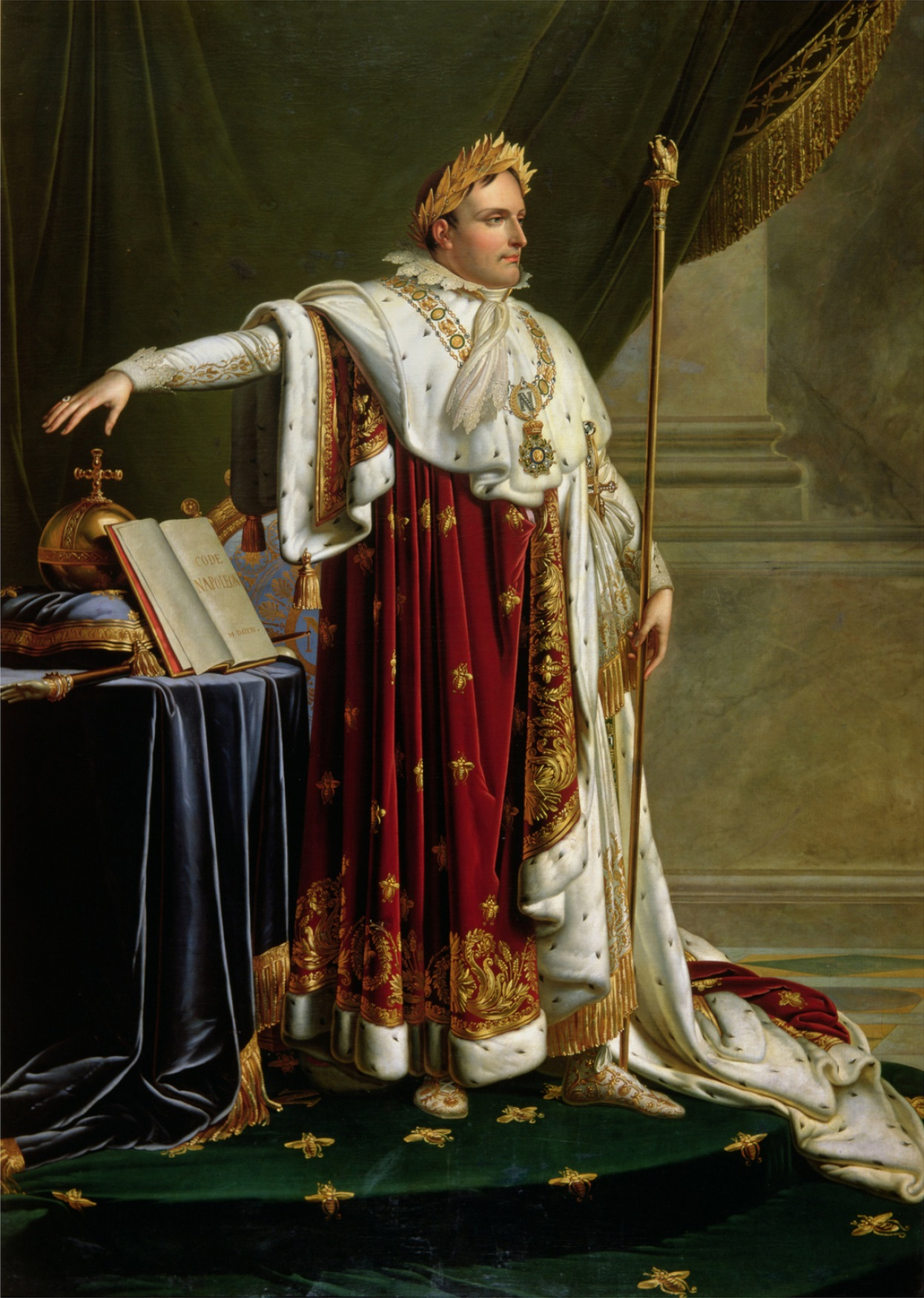
Girodet-Trioson, portrait de Napoléon en costume impérial
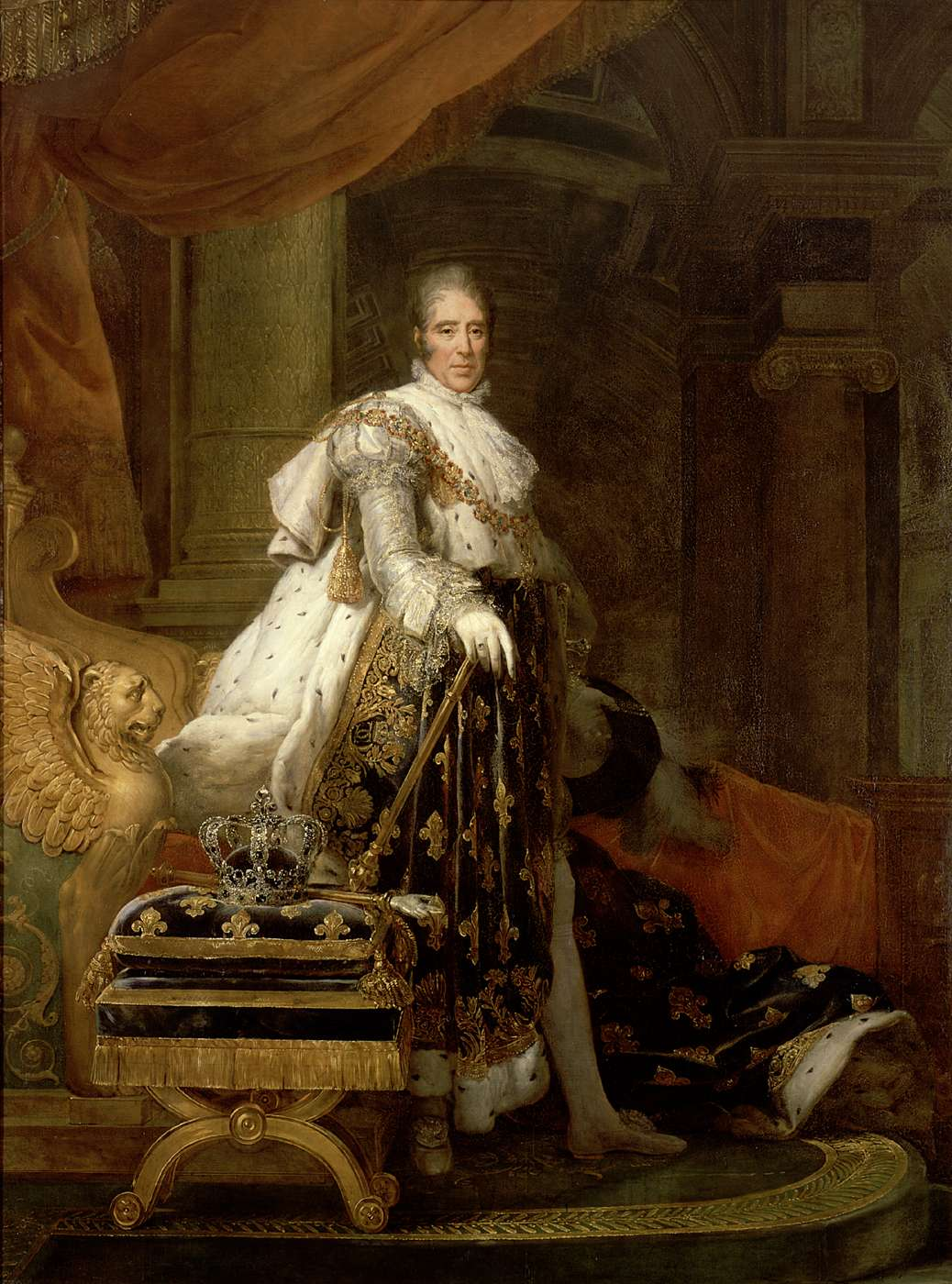
François Gérard, portrait de Charles X
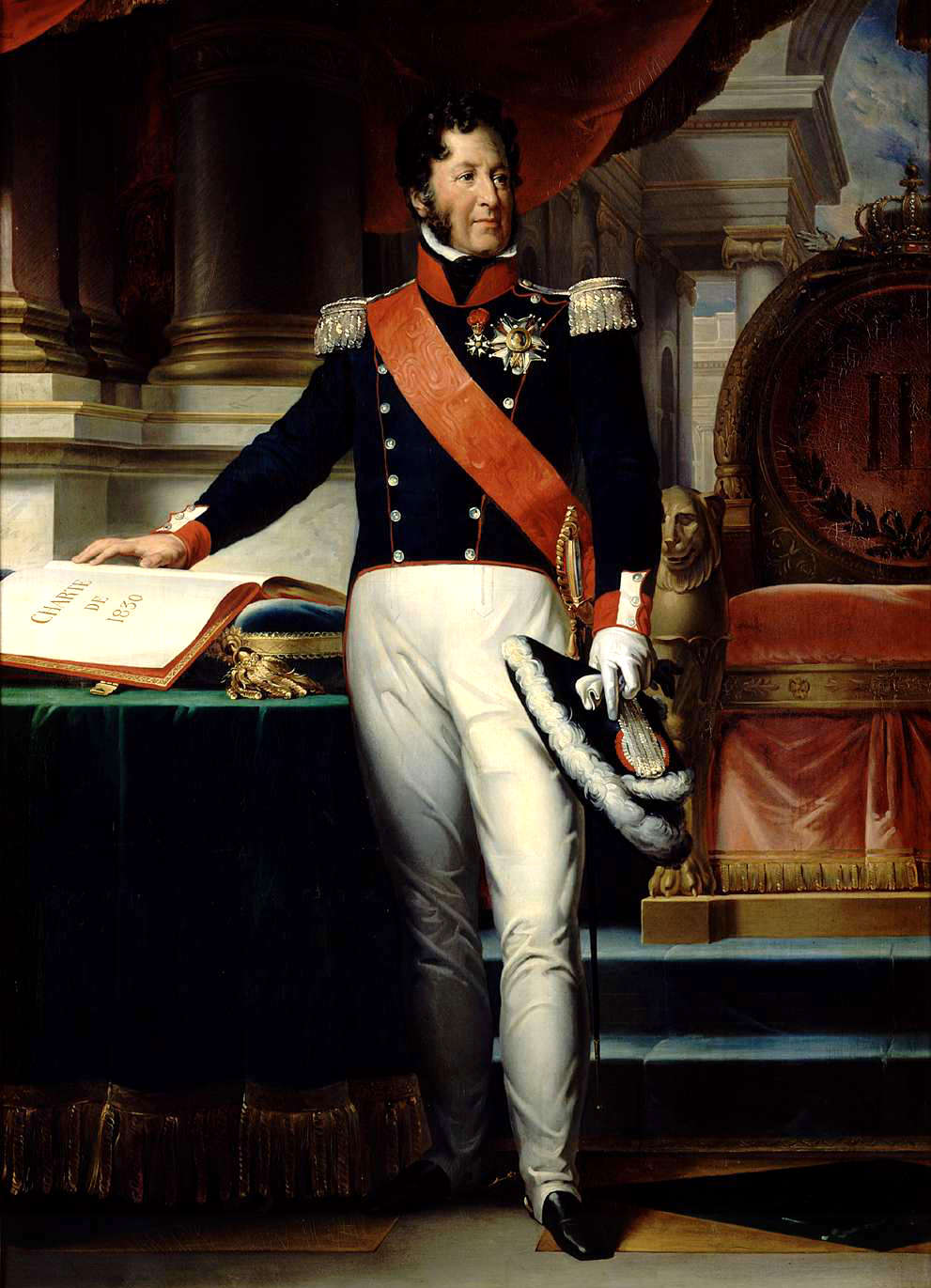
François Gérard, portrait de Louis-Philippe Ier
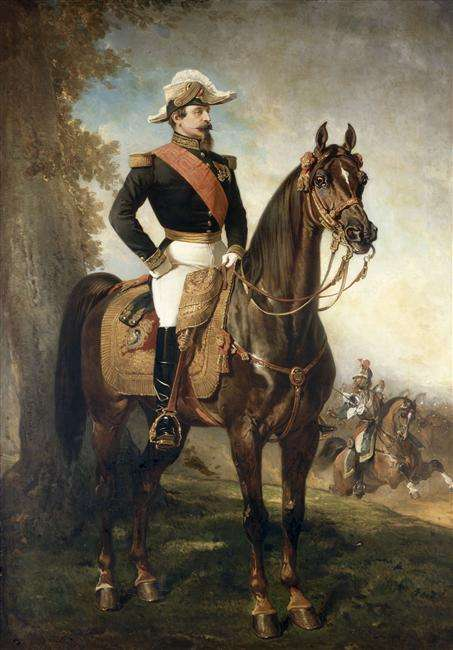
Alfred de Dreux, portrait équestre de Napoléon III
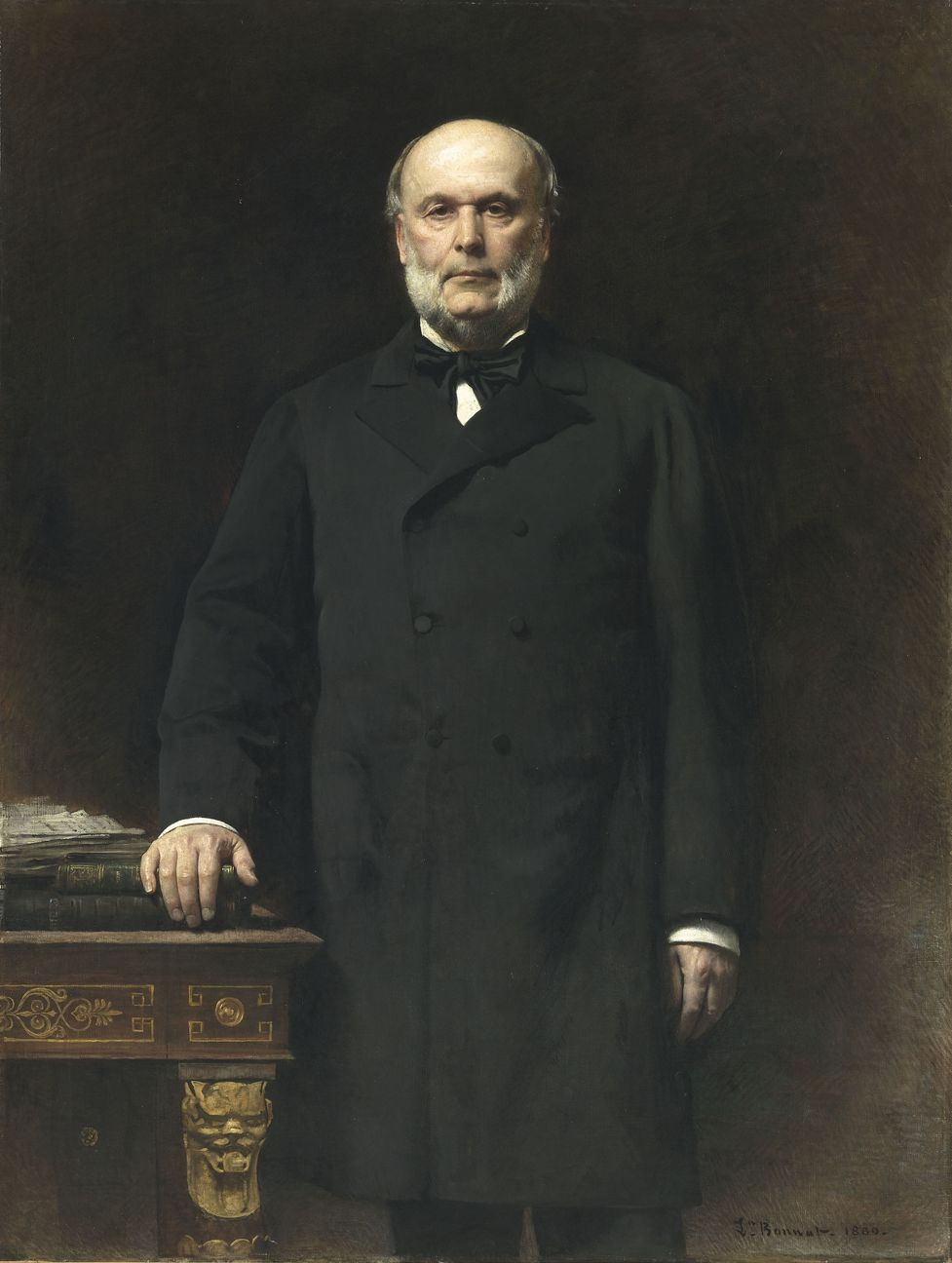
Léon Bonnat, portrait du président Jules Grévy

#### Le portrait de société

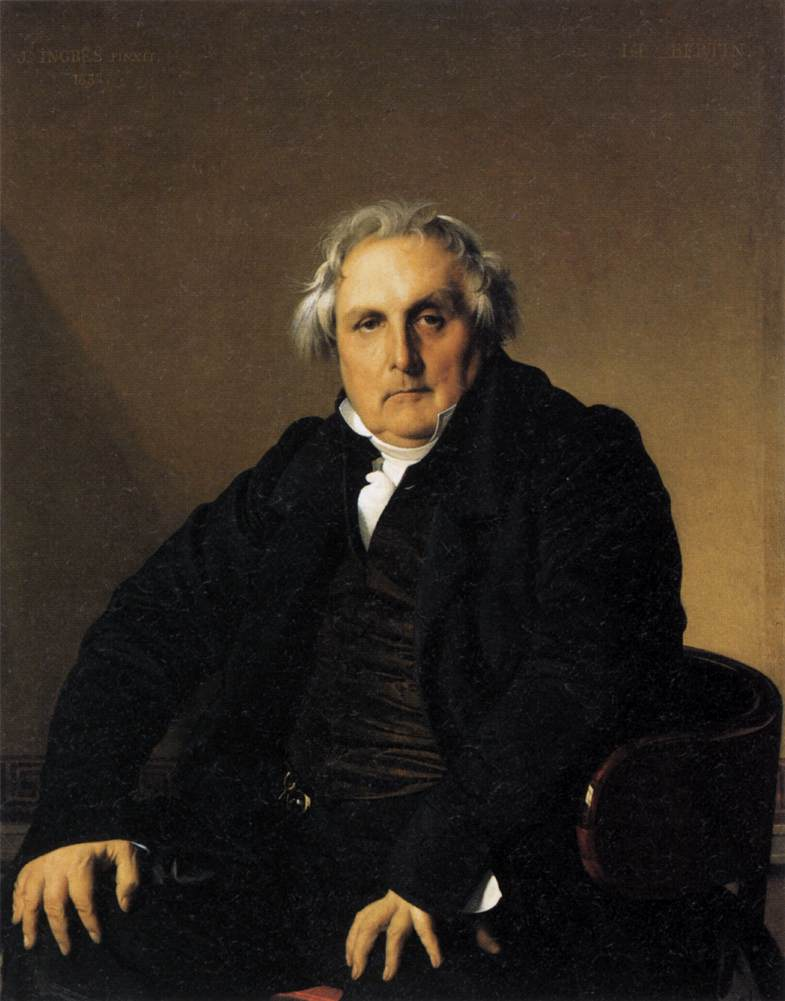
Jean Auguste Dominique Ingres, Monsieur Bertin

Le portrait de société (ou portrait mondain) est un des genres picturaux ayant le plus de succès auprès de la bourgeoisie du XIXe siècle. Le tableau, commandé par des membres de la haute société, a pour but de valoriser le modèle.
Ingres est un des peintres les plus productifs dans ce genre du portrait, se spécialisant dans la représentation du milieu bourgeois de la monarchie de Juillet, tout particulièrement avec l'emblématique portrait de monsieur Bertin qui devient l'archétype dans le portrait masculin. Il donne aussi plusieurs exemples dans le portrait féminin, dont la Vicomtesse d'Haussonville représentée de trois quarts, dans un intérieur luxueux.
La bourgeoisie contribue à l'augmentation de sa popularité en commandant des portraits individuels, et de famille, situés dans des interieurs luxueux ou en extérieur, en buste , en pieds, voire équestre, comme ceux peints par Alfred de Dreux ou Carolus-Duran. Les artistes sollicités appartiennent au courants officiels et académiques et sont aussi peintres de cour, comme François Gérard, et Léon Bonnat. Hippolyte Flandrin poursuit la tradition ingresque, de même William Bouguereau. Jacques-Emile Blanche, ainsi que plusieurs artistes étrangers actifs en France comme John Singer Sargent, ou Giovanni Boldini satisferont à la demande croissante de portraits mondains à la fin du siècle.

### Le nu
Le nu est un genre qui prend de l'importance dans la peinture française de ce siècle. En France plusieurs scandales de l'art sont liés à des peintures du nu (le Déjeuner sur l'herbe et Olympia de Manet, Rolla de Gervex). Ce genre est primordial dans l'enseignement des écoles d'art avec les académies dessinées et peinte par les élèves. Au début du siècle le nu est principalement masculin et antique, David représente ainsi Romulus ou Léonidas, Antoine Gros fait de même avec Hercule. Autant de témoignage de l'application de la doctrine du beau idéal alors en vogue dans la peinture néoclassique. D'autres peintres en dehors du courant néoclassique, privilégient le nu féminin. C'est le cas de Prud'Hon qui renoue avec la représentation du nu galant et champêtre hérité de Fragonard.
Ingres fut le principal peintre du nu durant le XIXe siècle. Son œuvre est parcouru par plusieurs représentations de la femme, depuis Jupiter et Thétis (1811)  jusqu'au Bain turc (1862). Il va influer sur toute une représentation du nu féminin, aussi bien chez des peintres romantiques comme Chasseriau, des peintres académiques comme Bouguereau et des peintres impressionnistes comme Renoir.

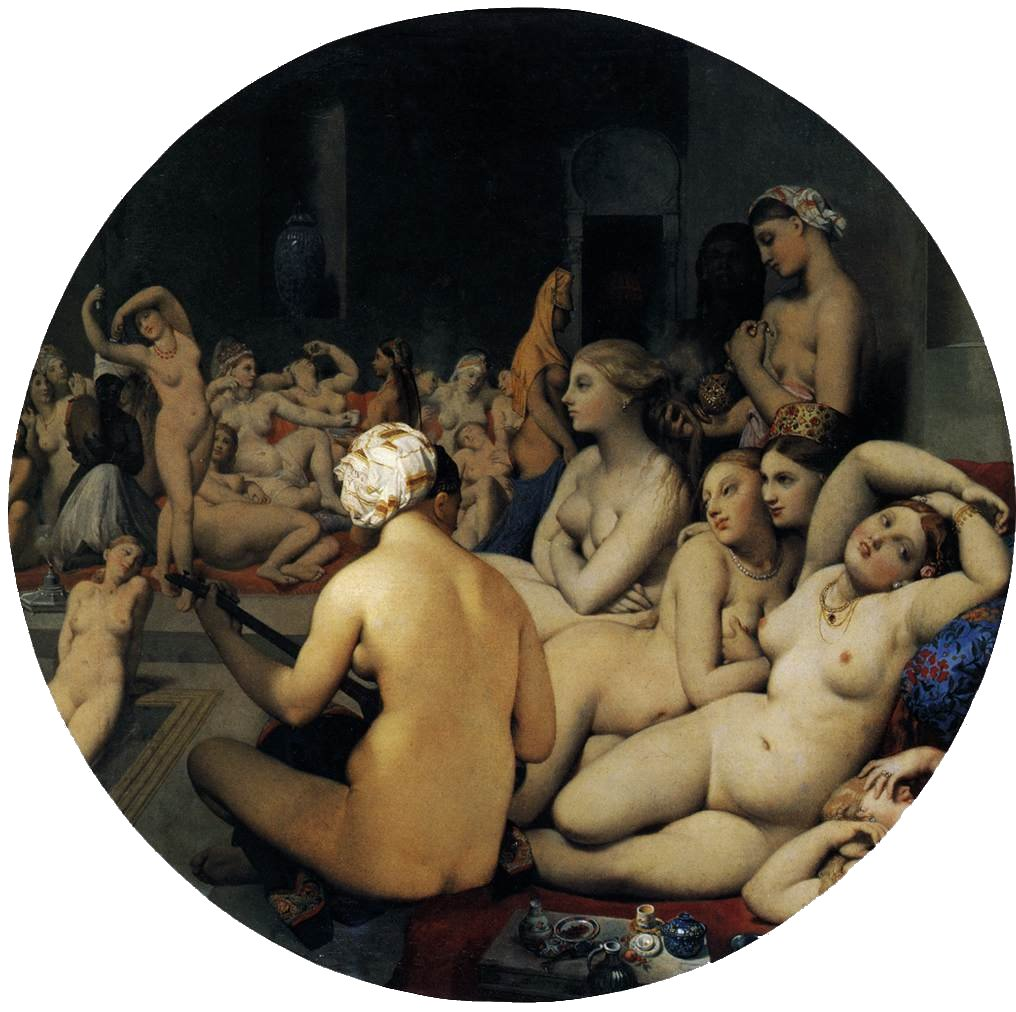
Ingres, Le Bain turc
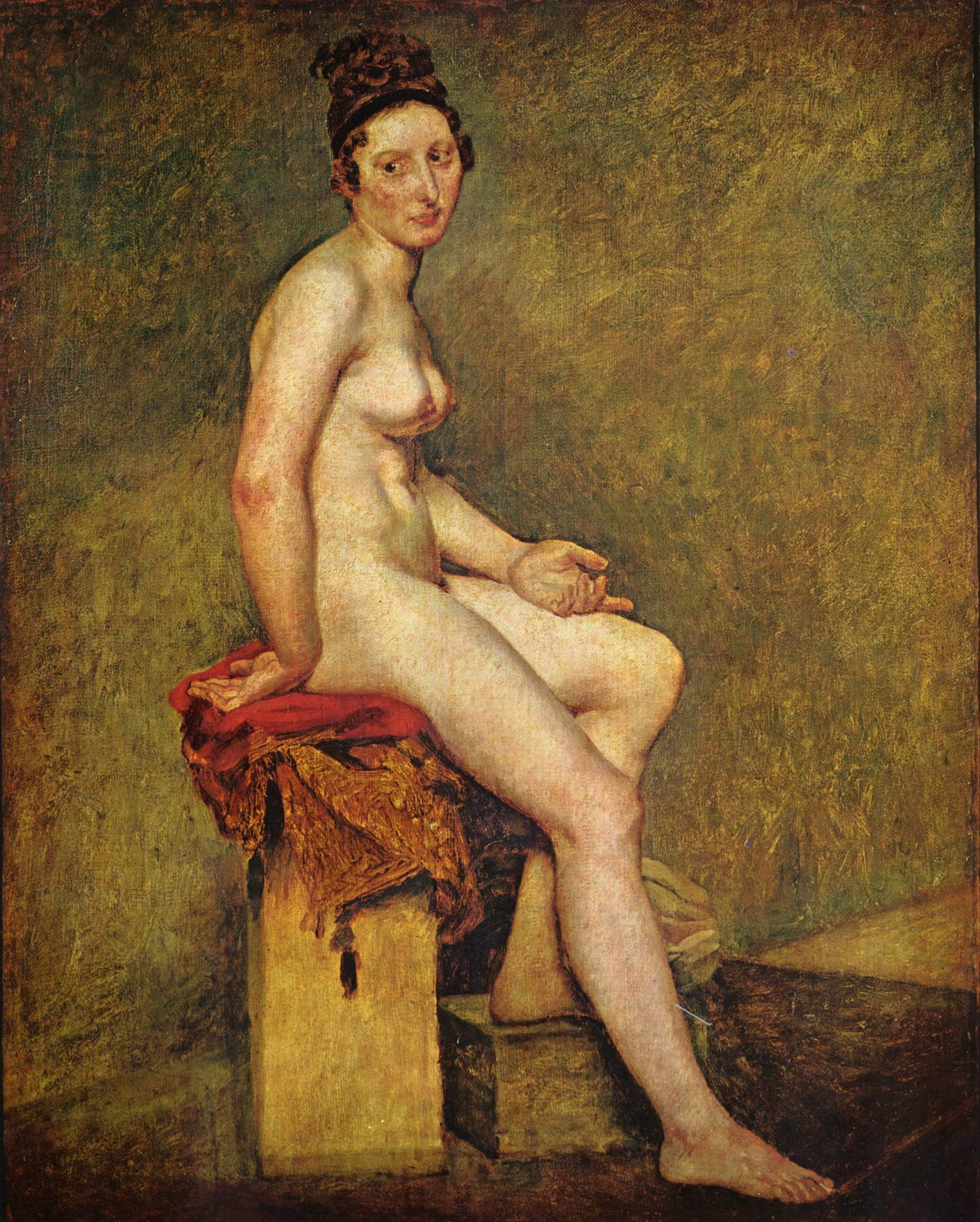
Eugène Delacroix, Mademoiselle Rose.
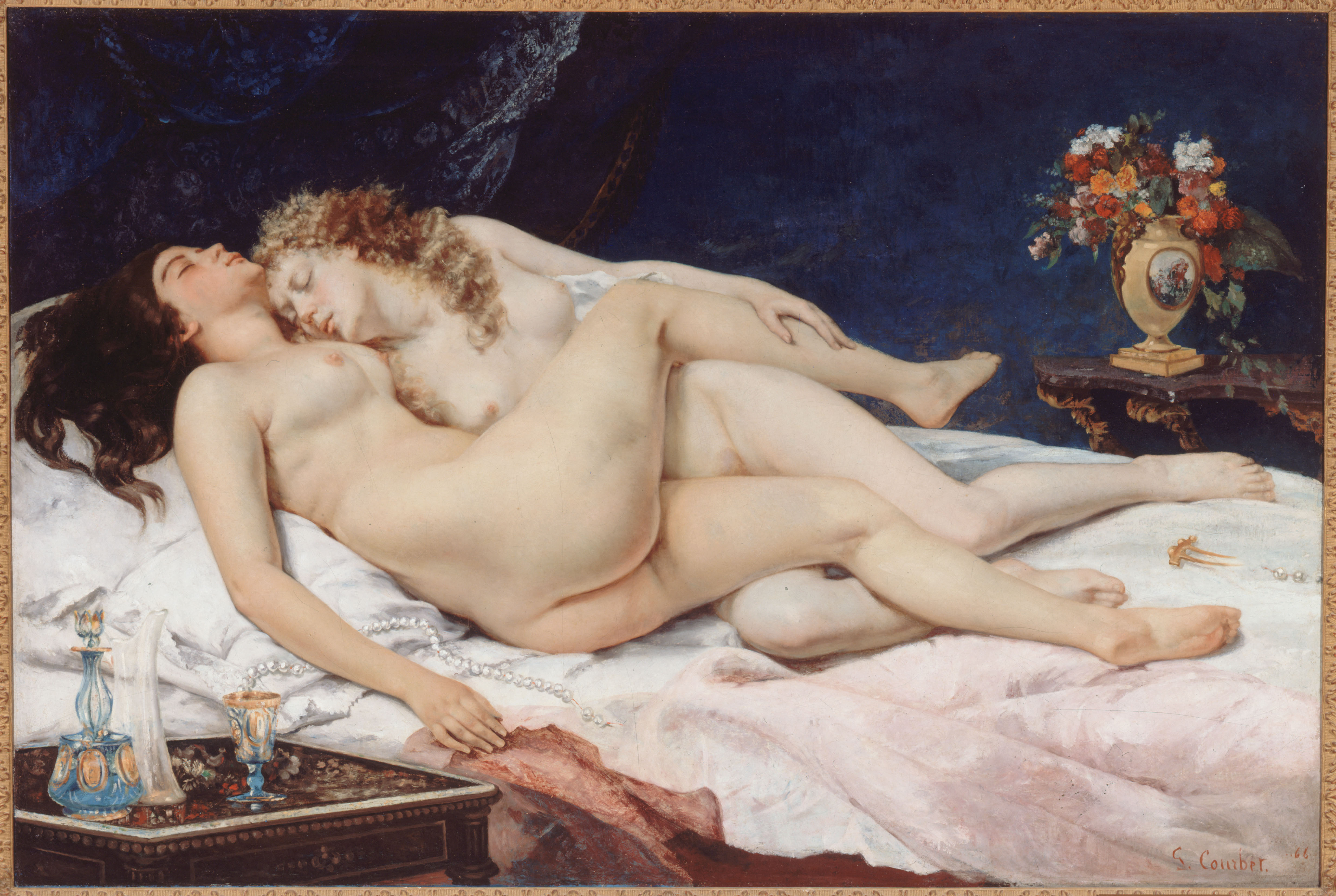
Gustave Courbet, le Sommeil
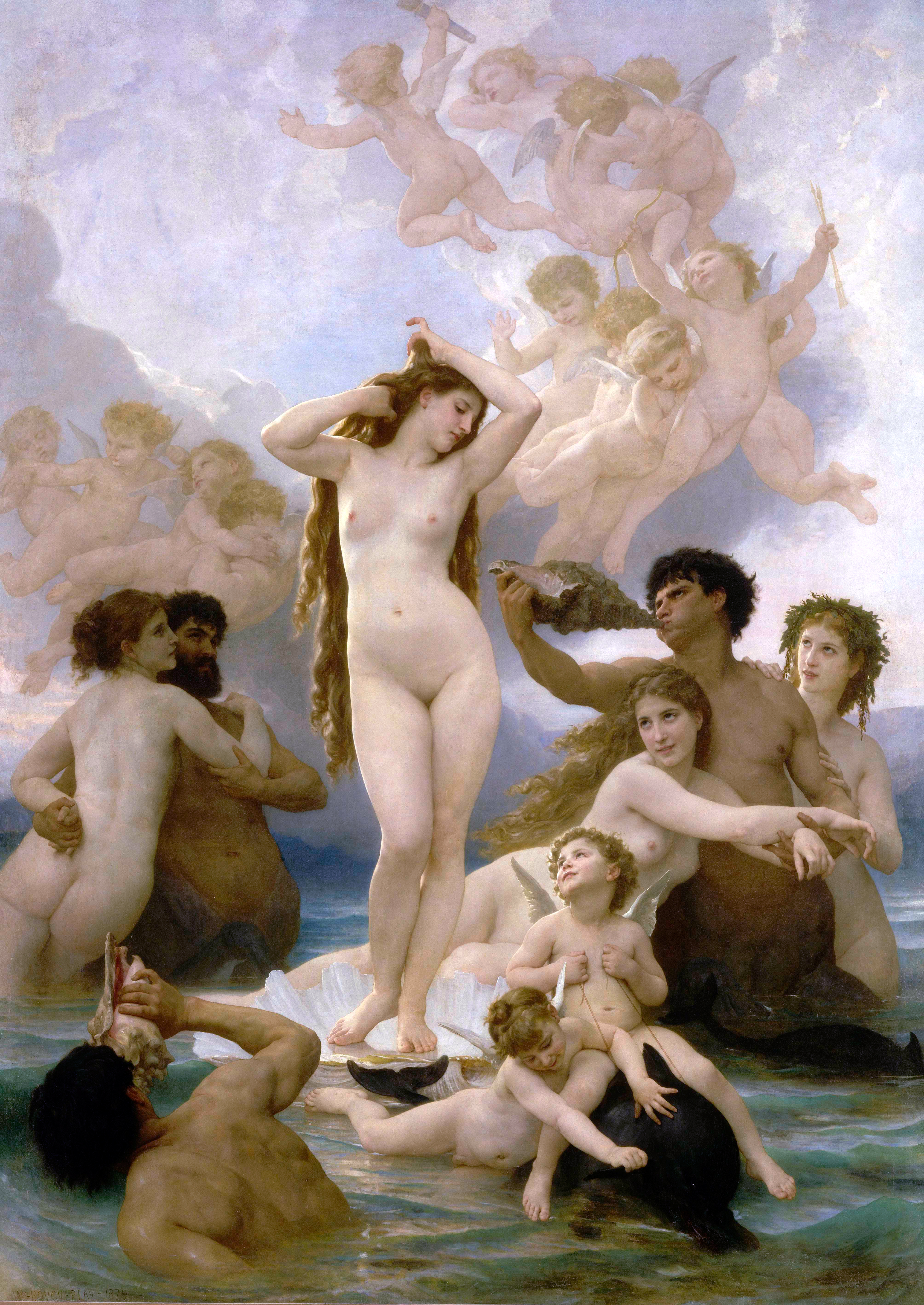
Bouguereau, la Naissance de Vénus
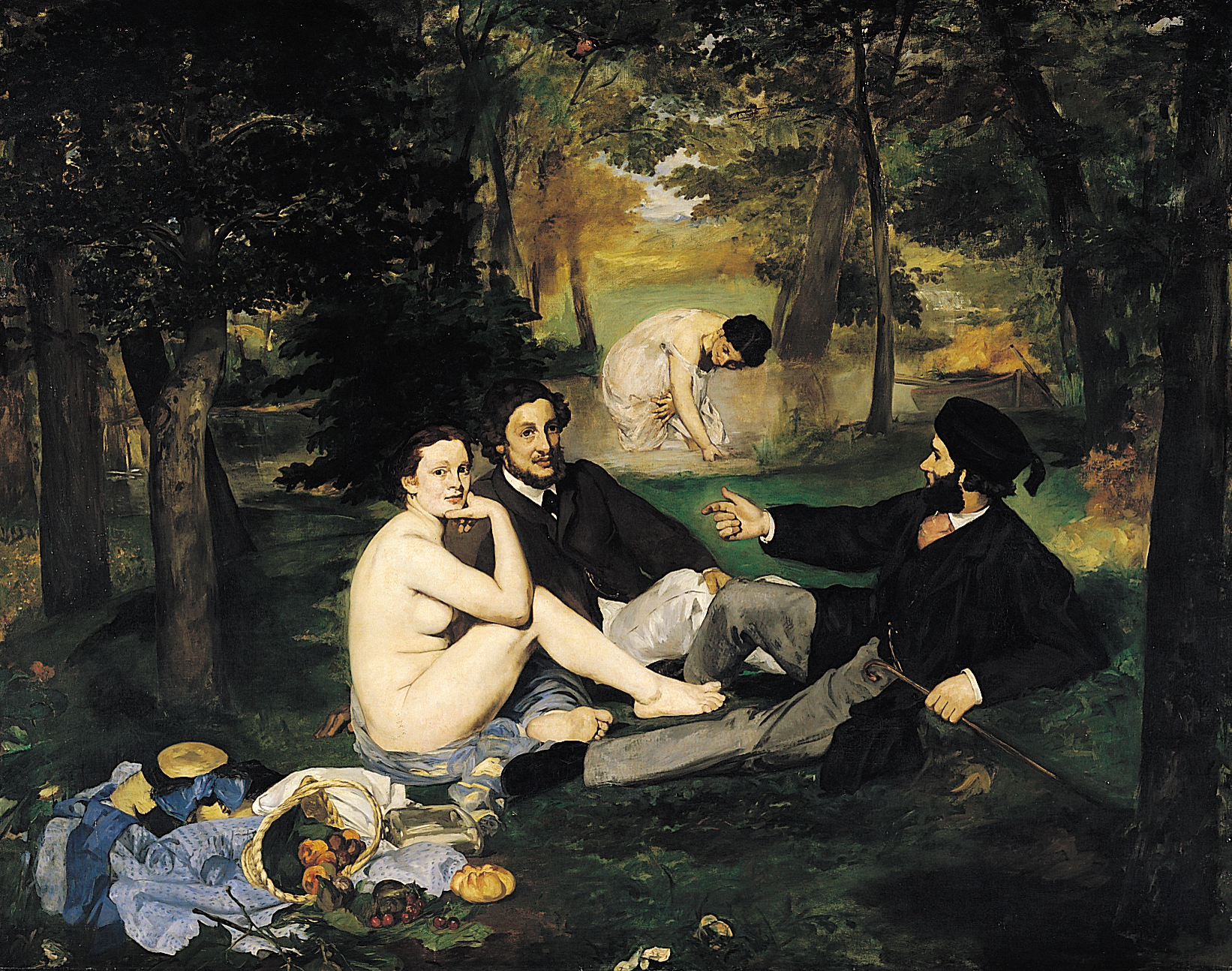
Manet, Le Déjeuner sur l'herbe